# ポーランドの歴史
ポーランドの歴史（ポーランドのれきし）では、ポーランドの歴史を概略的に述べる。

## 概説

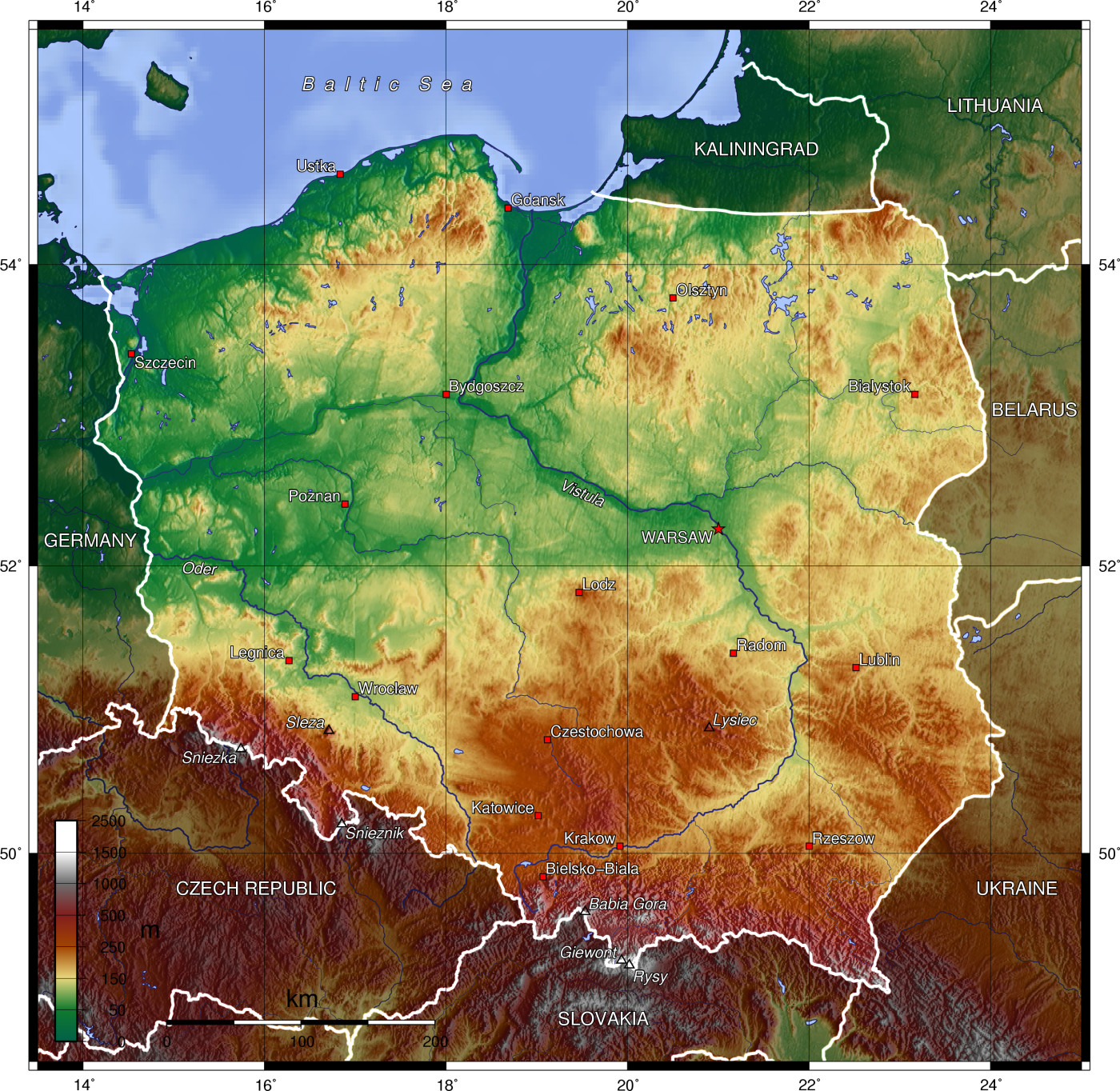
現在のポーランドの国土（1945年以降）。国名の由来の通り平原が広がる。そのため自然国境となる河川や山脈などに乏しいために、第二次世界大戦後まで国境線が目まぐるしく変わった。

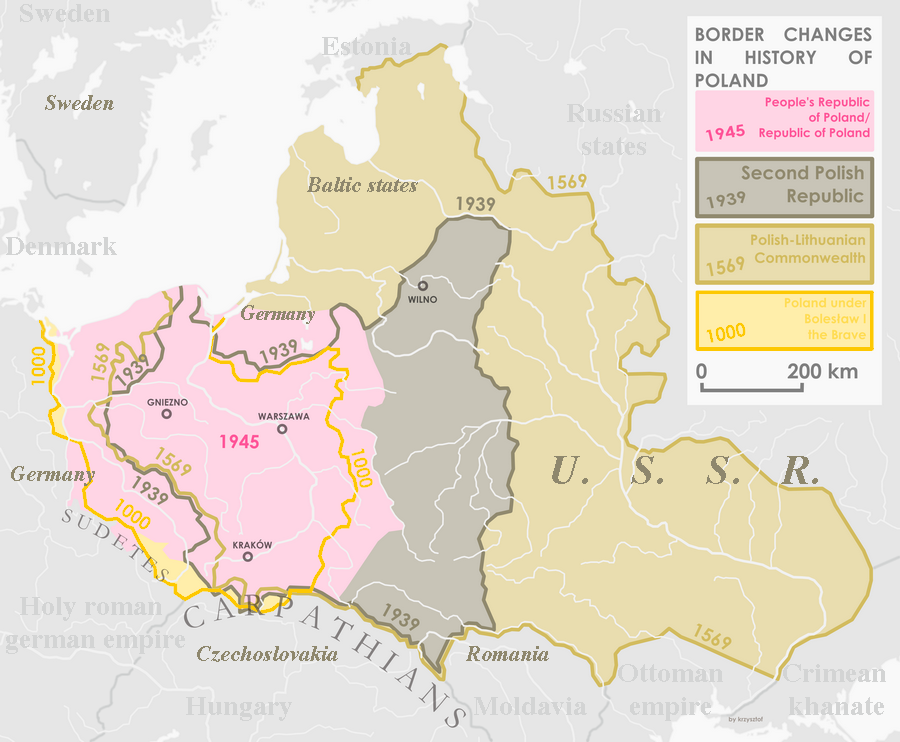
ポーランドの国土の歴史的変遷。今のポーランド共和国の国土は1945年以降ヤルタ会談の取り決めによるもので、西ウクライナを失い東プロイセンを獲得したもの（回復領）。

現在のポーランドの領域に農業従事者たちが住みついたのは約7500年前である。スラヴ人と呼ばれる民族集団がこの地域に住むようになったのは1500年前のことであるとされてきたが、近年ではそれよりも遥か前からスラヴ人の祖先（プロトスラヴ人）が定住していたという説が見直されてきている。
ポーランドは国としての歴史は約1000年となるが、ヤギェウォ朝やポーランド・リトアニア共和国時代にリトアニアを始めボヘミア王国やハンガリー王国と連合国であった期間は約4世紀となる。ポーランド・リトアニア共和国の時代には、ヨーロッパ大陸で広大な国の1国となり、精力的に領土拡大を繰り広げ（遠方はロシアまで）100万km2の支配領域となった。その後、4度ポーランドは国を分割され消滅するまでに衰退した。10世紀の勃興期に続いてポーランド民族はキリスト教に改宗し、キリスト教の西欧に認められポーランドはヨーロッパ文化圏に仲間入りした。初期国家の構造は13世紀には分裂により崩壊したが、1300年代の統合運動で覇権国としてのポーランド王国の礎を築いた。
1918年、ポーランドは近隣諸国による100年以上の支配からの独立を回復したが、第二次世界大戦後に国境は再び変化した。ナチス・ドイツとソビエト連邦によるポーランド侵攻によって瓦解しソビエト連邦軍が最終的な占領者となり、ポーランド人民共和国を樹立した。1945年5月8日から1989年9月7日までは共産主義体制となった。1989年9月7日に共産党政府は倒され、ポーランドは議院内閣制共和政体を敷く民主国家となった。

## 先史・原史

### 石器時代
ポーランドにおける石器時代は50万年の間続き、この時期には3種類の異なる人種が生活していた。石器時代は原始的な道具を使用する初期の人間集団から、優れた石器を使い、住居を要塞化し、銅の加工品を発達させていた農業社会まで続いていた。石器時代は旧石器、中石器、新石器の3期に区別される。旧石器時代は紀元前50万年頃から紀元前8000年頃まで続いた。旧石器時代はさらに紀元前50万年から紀元前30万年までの前期、紀元前30万年から紀元前4万年までの中期、紀元前4万年から紀元前1万年までの後期、紀元前1万年から紀元前8000年までの晩期に細かく分けられている。中石器時代は紀元前8000年から紀元前5500年まで、新石器時代は紀元前5500年から紀元前2300年までとされている。新石器時代は紀元前5500年から紀元前2900年までの狭義の新石器時代と、紀元前2900年から紀元前2300年までの銅器時代に細かく分けられる。ヨーロッパの銅器時代を代表する球状アンフォラ文化はポーランドを中心として栄えた。この文化はインド・ヨーロッパ語族の言語を話す人々の、ヨーロッパへの最初の大量移住を示していると見られる。インド・ヨーロッパ語族のイラン系民族のサルマタイ人やスキタイ人が定住していた。

### 青銅器時代と初期鉄器時代

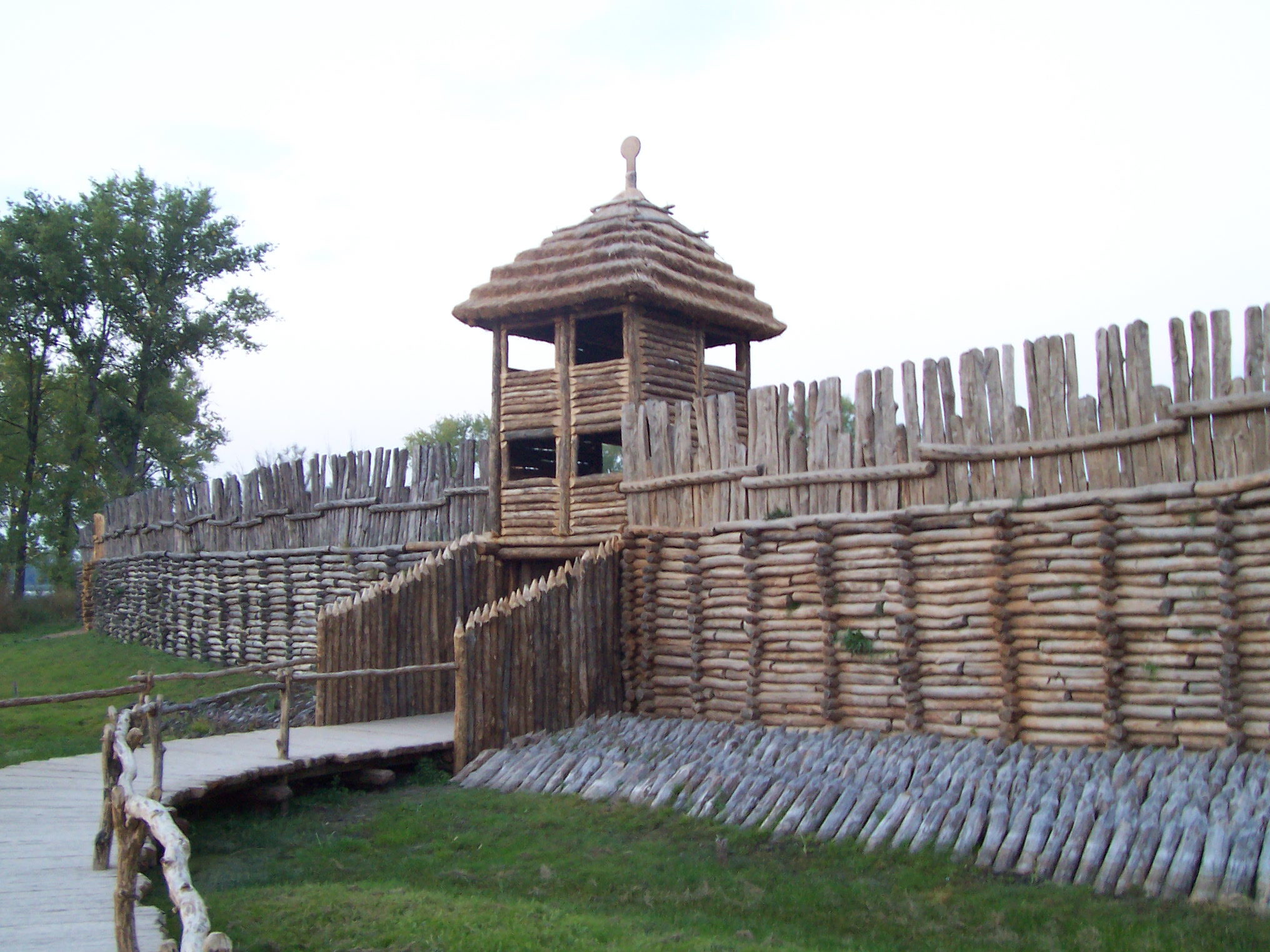
復元されたビスクピンの要塞集落、ラウジッツ文化の代表的な遺跡

青銅器時代と鉄器時代は主に考古学の研究によって調査されている。ポーランドにおける初期の青銅器文化は紀元前2400年から2300年頃に始まった。この時代のドイツからポーランドにおける鉄器文化はウーニェチツェ文化という。このうちのポーランドにあたる部分は東部群であるトシュチニェツ群を構成したが、ここからトシュチニェツ文化が発生した。これはスラヴ祖語の最初期の時代の文化であると推測されている。鉄器時代はおよそ紀元前750年から700年の間に始まったとされている。しかし当時ヨーロッパ中央部、東部に住んでいた集団の民族的、言語的帰属については、文書記録がないため理論的にならざるを得ず、統一的見解は出ていない。この時代のポーランドにおける最も有名な出土物はビスクピンにある要塞化された集落（グラド）で、初期鉄器文化であるラウジッツ文化（ルサティア文化）を代表する遺跡である。
ポーランドの青銅器時代は、紀元前2300年から紀元前1600年までが第1期、紀元前1600年から紀元前1350年までが第2期、紀元前1350年から紀元前1100年までが第3期、紀元前1100年から紀元前900年までが第4期、紀元前900年から紀元前700年までが第5期と細かく分けられている。ハルシュタット文化に相当する初期鉄器時代は、紀元前700年から紀元前600年までをC期と呼び、紀元前600年から紀元前450年までをD期と呼ぶ。

### ラ・テーヌ文化とローマ帝国
現在のポーランドに相当する領域で文化を形成していた大半の人々は、元から居住していたあるいは様々な地域から移住してきたバルト人、トルコ人、サルマタイ人、スキタイ人、ゲルマン人、そしてスラヴ民族の祖先であるプロトスラヴ人の諸部族であったと考えられる。ゲルマン人は原住地であるスカンディナヴィアと北ドイツから拡大・移住し、数世紀をかけてポーランド地域に住みつき、ないし移住への通り道として利用した。多くのゲルマン人部族が現在のポーランド地域を通過して南方、東方へ移り、一部が同地域に残った。この頃ローマ帝国は崩壊の危機にさらされ、東方から現れた遊牧民の侵入によって遂に国家は崩壊した。遊牧民の侵入は帝国内に住んでいたゲルマン人の文化と社会にも衝撃を加えて不安定化させ、大陸の東部、中央部に残っていたゲルマン部族の方が、大陸の西部、南部のローマ帝国圏内に住むゲルマン人たちよりも安全で裕福になる事態が生まれた。現在のポーランド地域の北東の端にはバルト人部族が残っていた。
このラ・テーヌ文化の時期は紀元前450年から紀元前400年までのラ・テーヌA期、紀元前400年から紀元前250年までのラ・テーヌB期、紀元前250年から紀元前150年までのラ・テーヌC期、紀元前200年から紀元前0年までのラ・テーヌD期に分けられる。続く古代ローマの影響を受けた時期は、その前期を0年から150年までとし、150年から375年までを後期とする。375年から500年までは民族移動期（前スラヴ時代）で、スラヴ祖語の諸言語の他にも幾つかの語派の言語が混在する時代であった。

### 新たなスラヴ人集団の到来
過去に支配的だった学術的見解では、スラヴ人は中世初期まで中央ヨーロッパには存在しなかったというものであるが、近年はスラヴ人の祖先であるプロトスラヴ人の一部（ポーランド人の血統的な基幹、中世初期に新たに東方からやってきたスラヴ人とは多少異なる文化集団）が古代より現在のポーランド全域に定住して、この地域の古代文化（「プシェヴォルスク文化」）の一部を形成していたという見解が有力になっている。これは古い地名・当時の部族名・村落跡などの状況証拠をもとに19世紀後半よりしばらくの間は盛んに唱えられていた説であるが、当時はまだ学術的にそれを支持する火葬墓などの決定的証拠がほとんど見つかっていなかったため、スラヴ民族至上主義による根拠のない政治的俗説と扱われ、6世紀頃までスラヴ人が存在しなかったという説に圧されて立ち消えになっていたというのが実情であった。ポーランドでは、この西方文化集団と別に中世初期に東方から中央ヨーロッパにやってきた新たな文化集団がまずヴィスワ川上流域およびポーランド地域南部の幾つかの地域、およびマゾフシェ南部に定住した。この東方文化集団はドニエプル川上流・中流域を原住地としており（「チェルニァコフ文化」）、5世紀後半に移住を始めたが、その半世紀後、彼らの一部はゲルマン人部族によって居留地を追い出された。この最初の定住地域から、東方文化集団は6世紀を通じて北部、西部に拡がり、7世紀までに西方文化集団と急速に同化して発展、「スラヴ人」として歴史に登場することになる（「プラハ・コルチャク文化」）。小麦の耕作地に住み着いた彼らは農耕と牧畜を始めたが、一方で広大な森林を利用した狩猟や採集をも生活の手段とした。東方からの新たなスラヴ人たちの移住は平野土壌を求めた。フン人、アヴァール人、マジャール人らのアジア東方の人々が東欧、中欧への侵略を始めたため、彼らの影響を避けるために西へ移動したという事情があった。

### ポーランド諸部族と部族諸国家

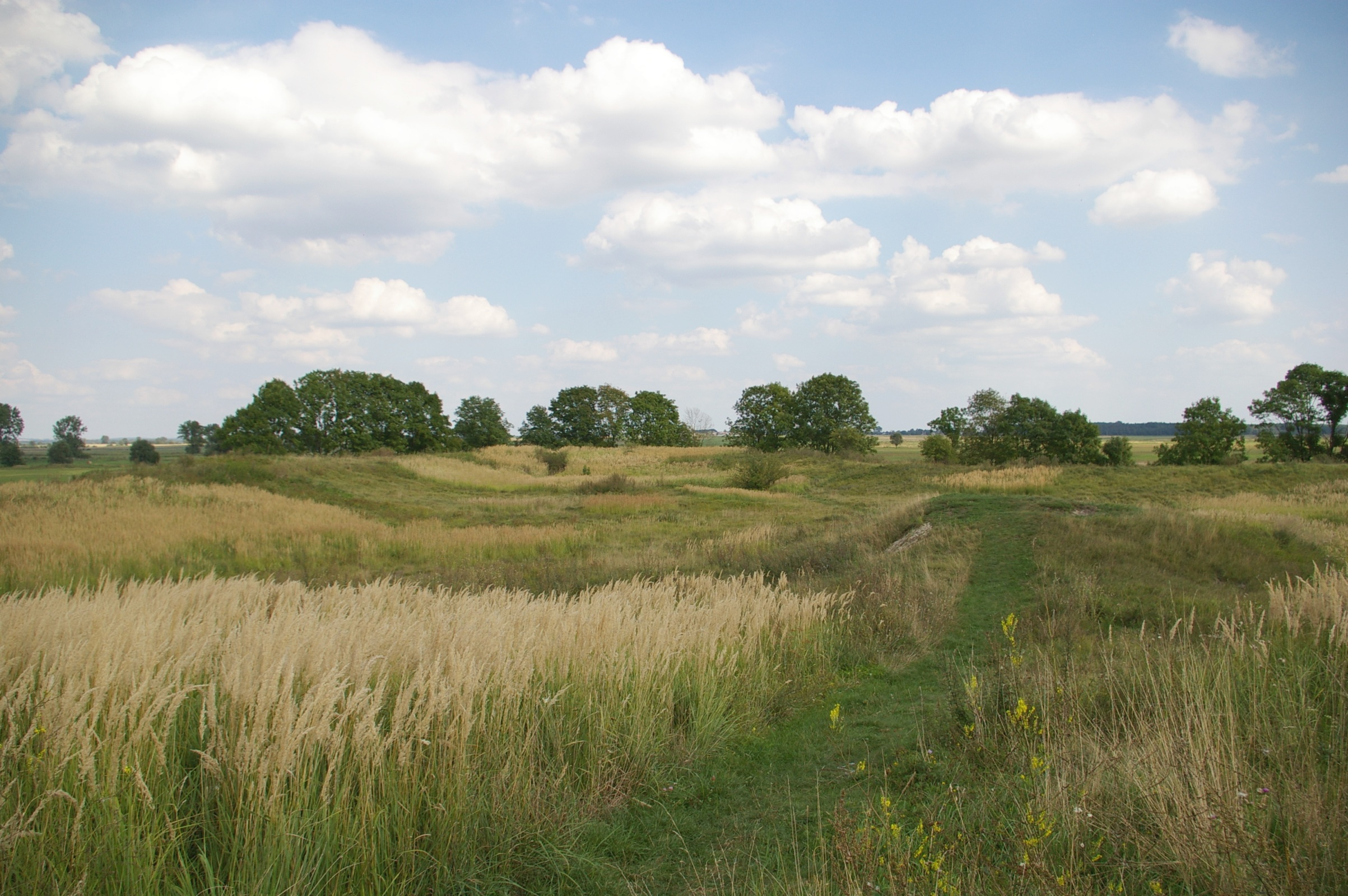
かつてヴィシラニェ族の要塞があった地点、ヴィシリツァ

西スラヴ人の一派であるポーランド諸部族は、8世紀の初めに小規模な部族領を形成し、これらの諸部族は後に連合してさらに大規模になった。9世紀のバイエルンの地理学者の記録にリストアップされた部族の中には、ポーランド南部にいたヴィシラン族（Wiślanie、ヴィスワ族）がいる。彼らポーランドのスラヴ人の中心地域はクラクフとヴィシリツァといった、ヴィスワ川上流地域だった。主な要塞集落の建設とその発展は、9世紀に起こった。『聖メトディオスの生涯』の記述によれば、9世紀後半の間に、ヴィシラン族は大モラヴィアに従属し、モラヴィア崩壊後の10世紀にはチェコ人国家の一部をなした。部族連合は7世紀以来、グラドと呼ばれる、土と木の板と堤防で作った要塞に囲われた集落を数多く築いた。これらのグラドの一部は発展して人口が多くなり、それ以外のグラドは空の区域となって、緊急時の避難場所として使われるようになった。
10世紀初頭までに、後にポーランド国家を建設することになるポラン族（Polanie）とゴプラン族（Goplanie、ゴプワン族）は、現在のヴィエルコポルスカを居住地としていた。「ポラン」の名は「平野の人」を意味している。両部族はギェチュ、ポズナン、グニェズノ、オストルフ・レドニツキの周辺の平野部を拠点としており、いつ頃この地方にやってきたのかは不明であるが、その数世紀前よりシレジア地方から勢力を拡大してきたとみられる。彼らが拠点としていたこのヴィエルコポルスカが初期ポーランドの中心地域となった（また、同地方の地名はポラン族に由来する）。彼らは早期に要塞化された居留地を建設して10世紀前半には支配領域の拡張を始め、同世紀後半には彼らの部族体がポーランド国家の原型へと発展した。同時期、年代記作者ガルス・アノニムスによれば、ポラン族は「車大工のピャスト」という人物の家族を支配者としていた。この支配者のうち、初めて名前が歴史に現れるのはミェシュコ1世で、その名は『ザクセン年代記』の作者コルヴァイのヴィドゥキントによって言及されている。彼によれば、ミェシュコの軍隊は963年、ザクセンから亡命してきた貴族ヴィヒマン2世と同盟したヴェレト族に、2度敗北を喫している。このミェシュコの治世（960年頃 - 992年）の間に、彼の率いる部族国家はキリスト教を受容してポーランド国家を形成した。

## ピャスト朝
この時期の初め、ポーランド民族は一連の強力な統治者に統率された。この統治者たちはポーランドをキリスト教に改宗させ、中央ヨーロッパの強国にのし上げ、そしてヨーロッパ文化圏の仲間入りをさせた。13世紀、恐ろしい外敵の侵略と内部分裂によって、この初期国家の構造的安定は崩壊したが、1300年代の地域統合は強力なポーランド王国の基盤を築くことになった。

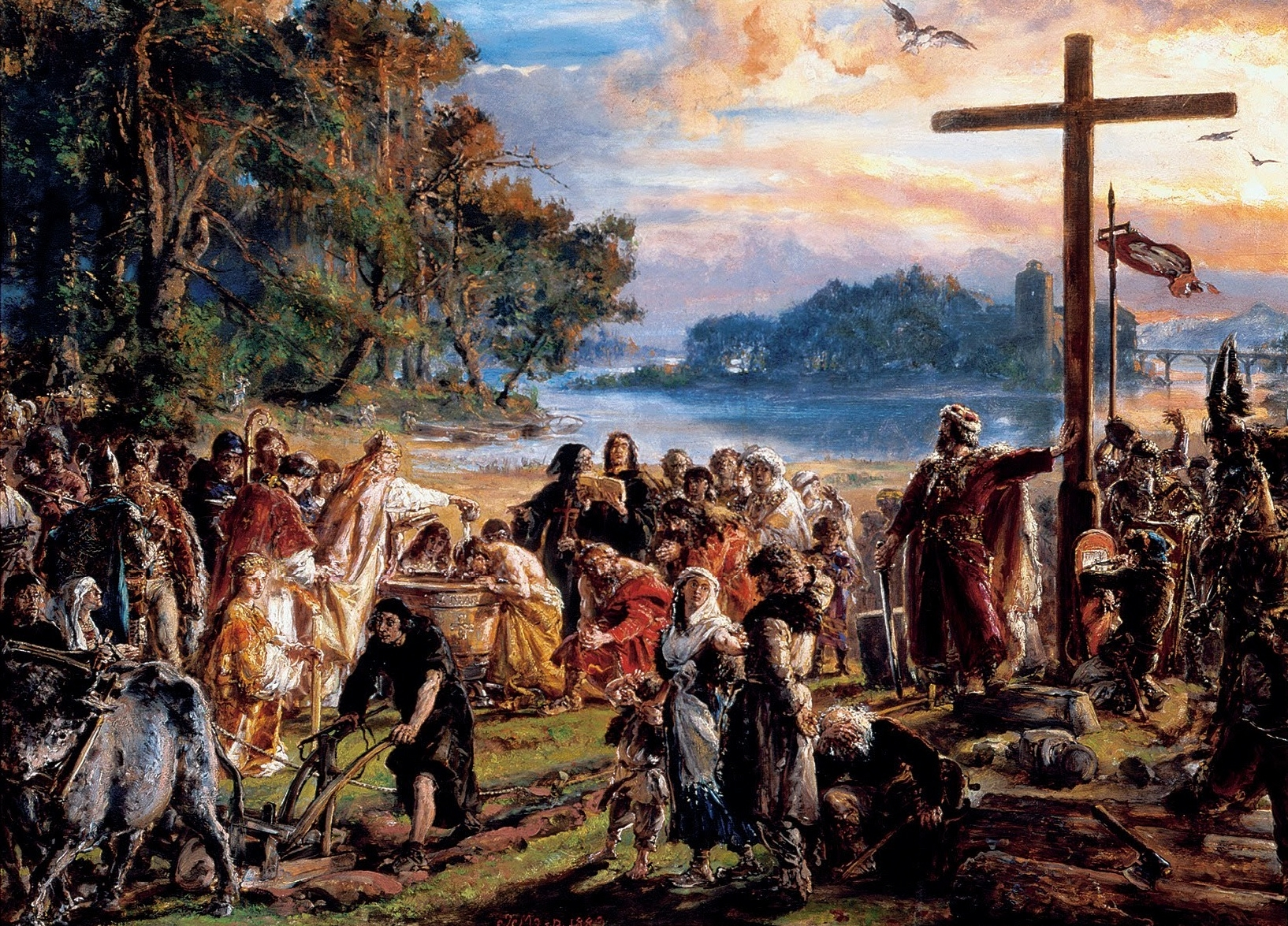
「966年、ポーランドのキリスト教化」ヤン・マテイコ画、1889年

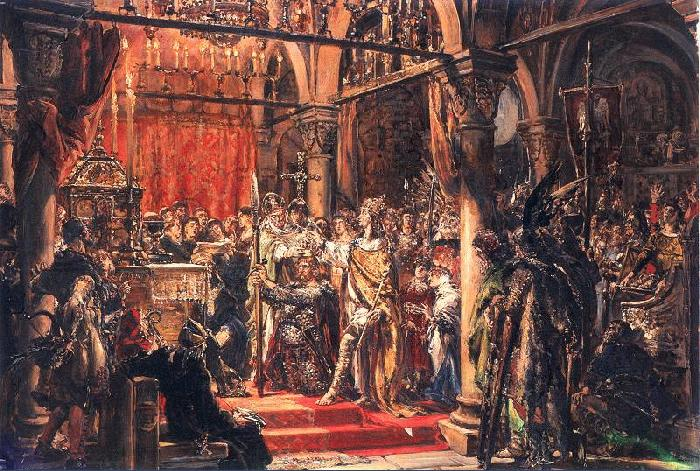
「1025年のボレスワフ1世の戴冠」ヤン・マテイコ画、1889年

ポラン族（ポラン族とゴプラン族の連合部族、別称はレフ族）たちは、10世紀にアラビアのユダヤ商人イブラヒム・イブン・ヤクブの年代記の中で、歴史上初めて言及されている。966年、神聖ローマ皇帝オットー1世は、ポラン族の首長ミェシュコ1世に公の称号を与えた。ミェシュコはその数年前、スラヴ人に対する遠征を行っていた辺境伯ゲロ1世を打ち破った際、皇帝との同盟締結を約束されていた。ミェシュコ1世（930年頃生まれ）と、その息子ボレスワフ1世は、同盟締結によって皇帝から自分たちポラン族の土地の一部を保証された。
ポラン族の西隣にソルブ族（ラウジッツ人）やポラブ族やオボトリート族といったスラヴ部族が居たが、神聖ローマ帝国とその諸公国は彼らの土地を辺境統治地域として支配していた。北隣のポメラニアにはポモージェ族（ポメラン族、「ポモージェ」とはスラヴ語で「海の手前」の意味）やリューグ族（リューゲン族）というスラヴ部族が暮らしていた。ポーランド人の公（君主）たちは、帝国の敵対者、臣下、同盟者と抜け目なく立場を変えながら、ドイツ人やデーン人と同様、これらの部族が住む地域に支配地を拡張していた。ミェシュコの時代に支配下にあった地域は正確には分からないが、ヴィエルコポルスカ、マウォポルスカ、マゾフシェ、シロンスクそしてポモジェ（ポメラニア）の一部を包含していたと思われる。ミェシュコはおよそ25万km2の土地を支配下に治め、そこには少なくとも100万人が住んでいた。
ミェシュコはチェコ公ボレスラフ1世の娘ドブラヴァと結婚し、966年にローマ教会の主導でキリスト教に改宗した。君主の改宗はミェシュコの公国における大規模なキリスト教改宗を引き起こし、このことは政治的に重要な事件となった。これによってポーランドはキリスト教西方世界の一員となったからである。またチェコとの同盟によって、ミェシュコはドイツ人の拡張に共同して戦うことになった。彼は慎重にドイツ人の政治的影響を避け、ローマと直接繋がっていたチェコ人の聖職者から洗礼を受けている。
967年、ミェシュコ1世はヴィヒマン2世伯とその同盟者を倒した。972年にはツェディニャの戦いで、皇帝の辺境伯としてポモジェを支配していた辺境伯オード1世に勝利した。ミェシュコが992年に死ぬと、息子のボレスワフ1世が強大に成長した公国を受け継いだ。
ボレスワフは父の偉業を引き継いだ。彼は継母オデと彼女が生んだ異母弟たちを追放して国家の統一を維持した。西暦1000年のグニェズノ会議の決定により、ボレスワフと神聖ローマ皇帝オットー3世は、ポーランド最初の大司教区（グニェズノ大司教区）を創設した。
オットー3世が1002年に死ぬと、次の皇帝になったハインリヒ2世と敵対したボレスワフは、マイセン辺境伯領とラウジッツ（ルサティア）を占領した。このことは1033年まで続く帝国との紛争を引き起こした。ボレスワフは1003年にボヘミアを占領したが、翌年にはこれを喪失した。また彼は東隣のルーシを攻撃し、1018年にはキエフにまで攻めのぼった。
その後、ボレスワフは皇帝ハインリヒ2世と同盟することを余儀なくされ、領地を帝国の封土として保証された。1024年、ハインリヒ2世は崩御した。翌1025年、死を目前にしたボレスワフは王として戴冠した。彼の戴冠はポーランド国家の政治的、領土的な独立の画期となった。

### 初期のポーランド王国 （1025年 - 1138年）

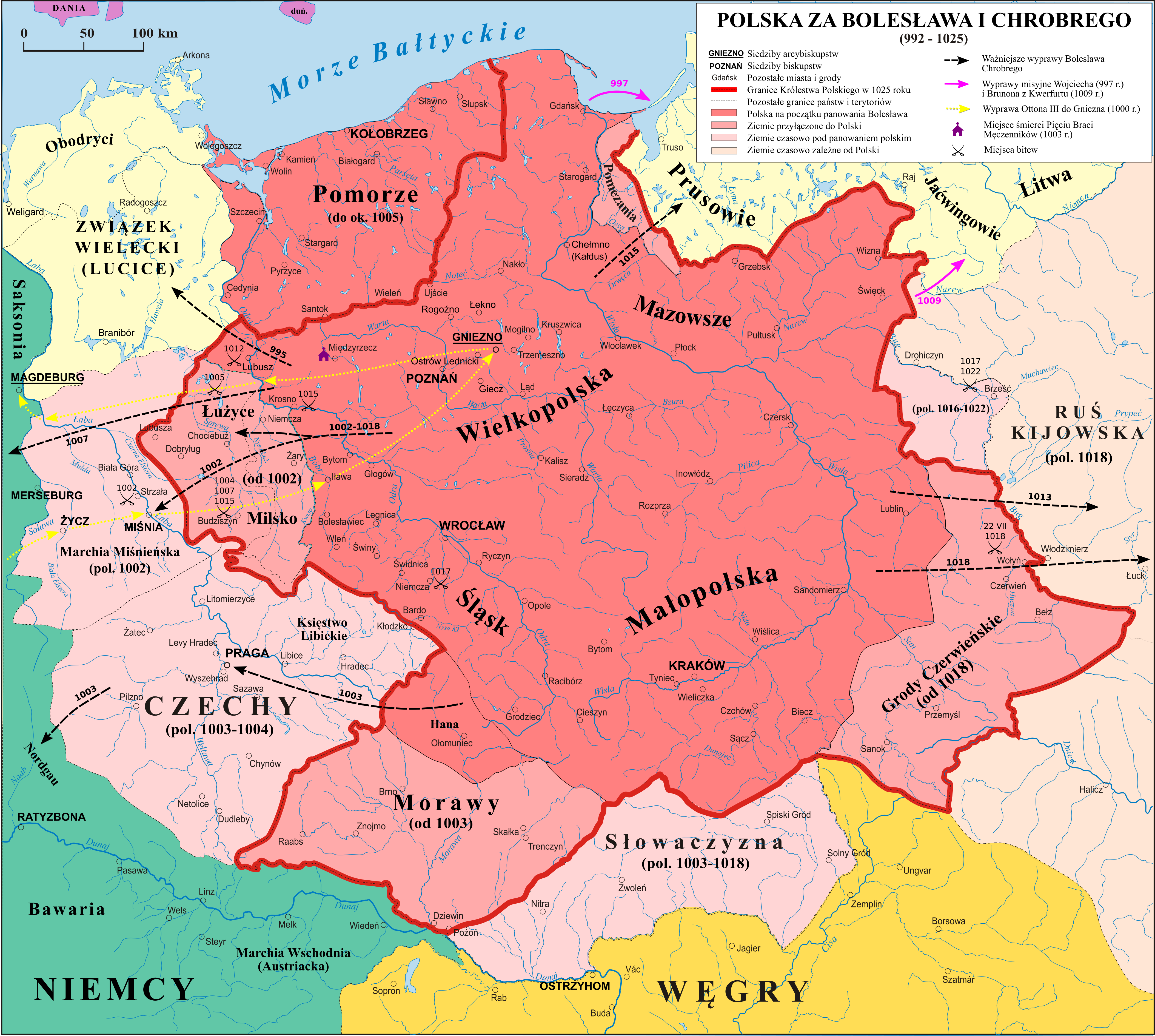
992年から1025年までのポーランド

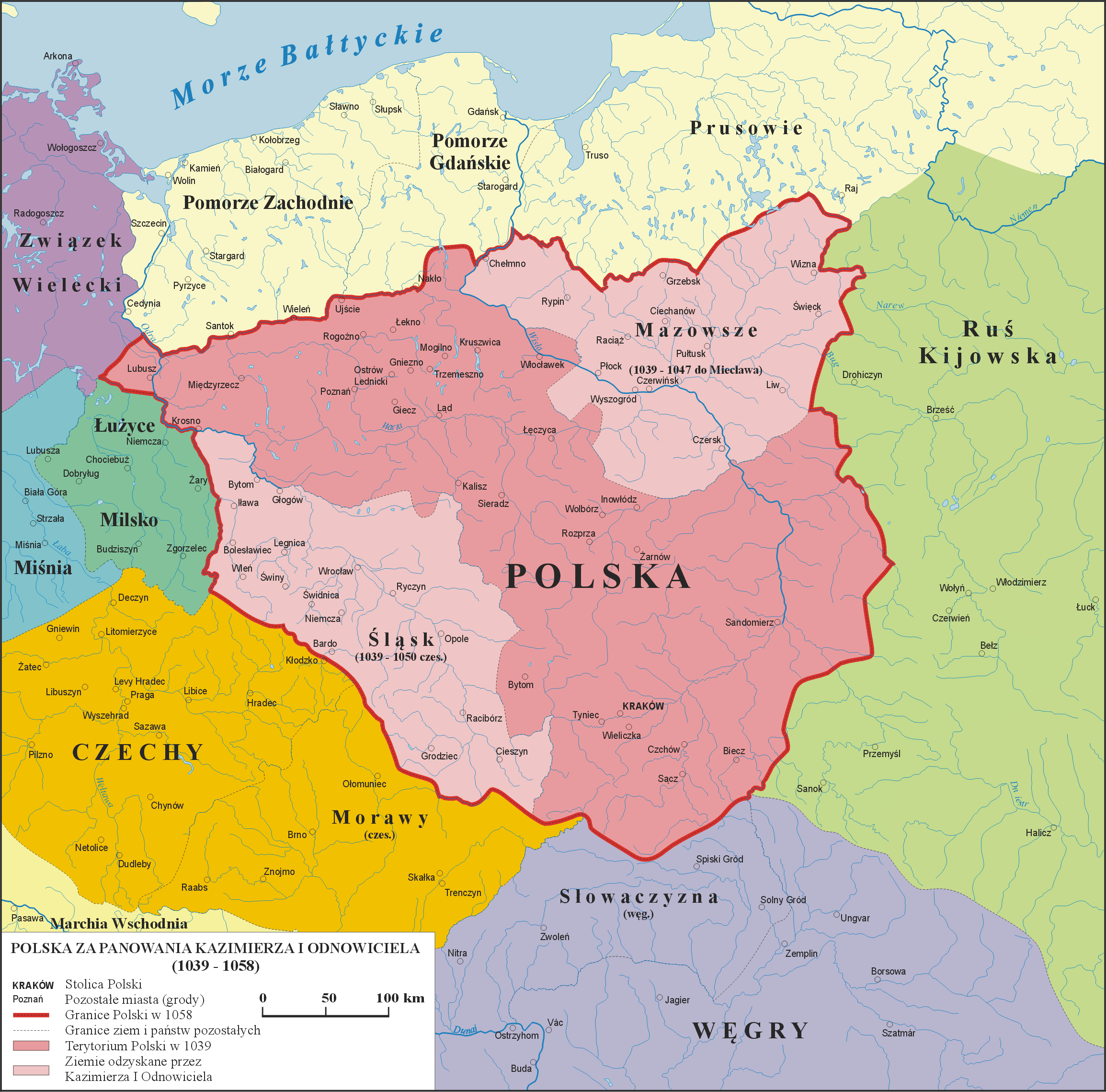
1039年から1058年までのポーランド

ミェシュコ1世はピャスト朝（一族の始祖とされる伝説的な農夫の名前に由来）最初の君主とされており、この王朝は4世紀にわたって存続した。965年から992年の間、ミェシュコは北はバルト海に接する地域から、南はマウォポルスカまでという広大な地域を領していた。990年にローマの聖座の権威に公的に服したことで、ミェシュコの公国は東ヨーロッパにおける最も強大な国家の一つとなった。
ミェシュコの息子で後継者の勇敢王ことボレスワフ1世（在位992年–1025年）は、父の遺産をさらに大きくし、中世前期における最も偉大なポーランド君主となった。ボレスワフは神聖ローマ帝国に従属する姿勢を続けたが、その一方で領土獲得競争ではどの地域でも優位に立っていた。帝国と対等な関係を築こうとする努力は無駄に終わったが、ボレスワフは1003年と1004年の帝国との戦争で幾つかの領土を獲得した。その後ポーランドは東に転じ、公国の国境を現在のウクライナにまで拡げた。死の直前の1025年、ボレスワフは最初の国王となり、ポーランドの完全な主権を国際的に認めさせることが出来た。その息子ミェシュコ2世は1025年、父の死後に戴冠した。しかし多くの地方領主たちは、国王による単独統治を恐れていた。この事態は国内において紛争を引き起こし、ミェシュコの兄弟は彼に反抗し、皇帝コンラート2世の軍隊が国内に侵攻してラウジッツを包囲した。混乱と紛争の時代が幕を開け、ミェシュコ2世は廃位と短い復位の後で、不可解な状況下に死去（1034年）。カジミェシュ1世（在位1037年 - 1058年）の治世は短い安定期だった。カジミェシュ1世は国内を統合し、その後継者ボレスワフ2世は皇帝ハインリヒ4世と教皇グレゴリウス7世との紛争を上手く利用して、1076年に国王として戴冠するが地方領主たちは再び反乱を起こし、ボレスワフ2世を廃位した。弟のヴワディスワフ1世ヘルマンが後を継いだものの1102年にはやはり廃され、権力は2人の息子ズビグニェフとボレスワフ3世に渡ったがボレスワフ3世はズビグニェフを1107年に国外に追放し、1112年にはこの異母兄の両目を潰し、政治的に葬った。
ボレスワフ3世は1106年に国家の統合に成功し、その後も統一国家を神聖ローマ帝国から防衛した。彼はポーランドが以前に征服した領域を再征服し、ポモジェを含む広い領域を一時的に回復した。ボレスワフは1138年、死の直前に国家を自分の息子たちの間で分有させることを決めた。長子権の原則によって、ボレスワフ3世は息子たちへの遺言状という形でポーランド国家をシロンスク、ヴィエルコポルスカ、マゾフシェ、サンドミェシュおよびクラクフの5つの公国に分割した。最初の4つの公国は独立君主となった4人の息子たちに相続された。第5の地域、クラクフ領は諸公たちのうちの長子（というより最年長者）に与えられた人物がクラクフ大公を称し君主となることが決まった。

### 分裂と侵攻 （1138年 - 1295年）

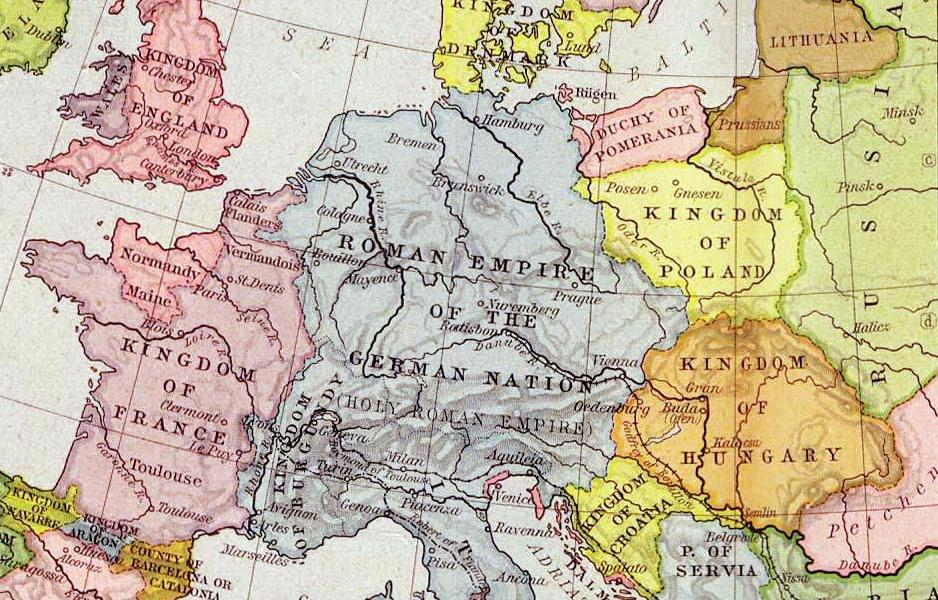
1100年頃のポーランド王国

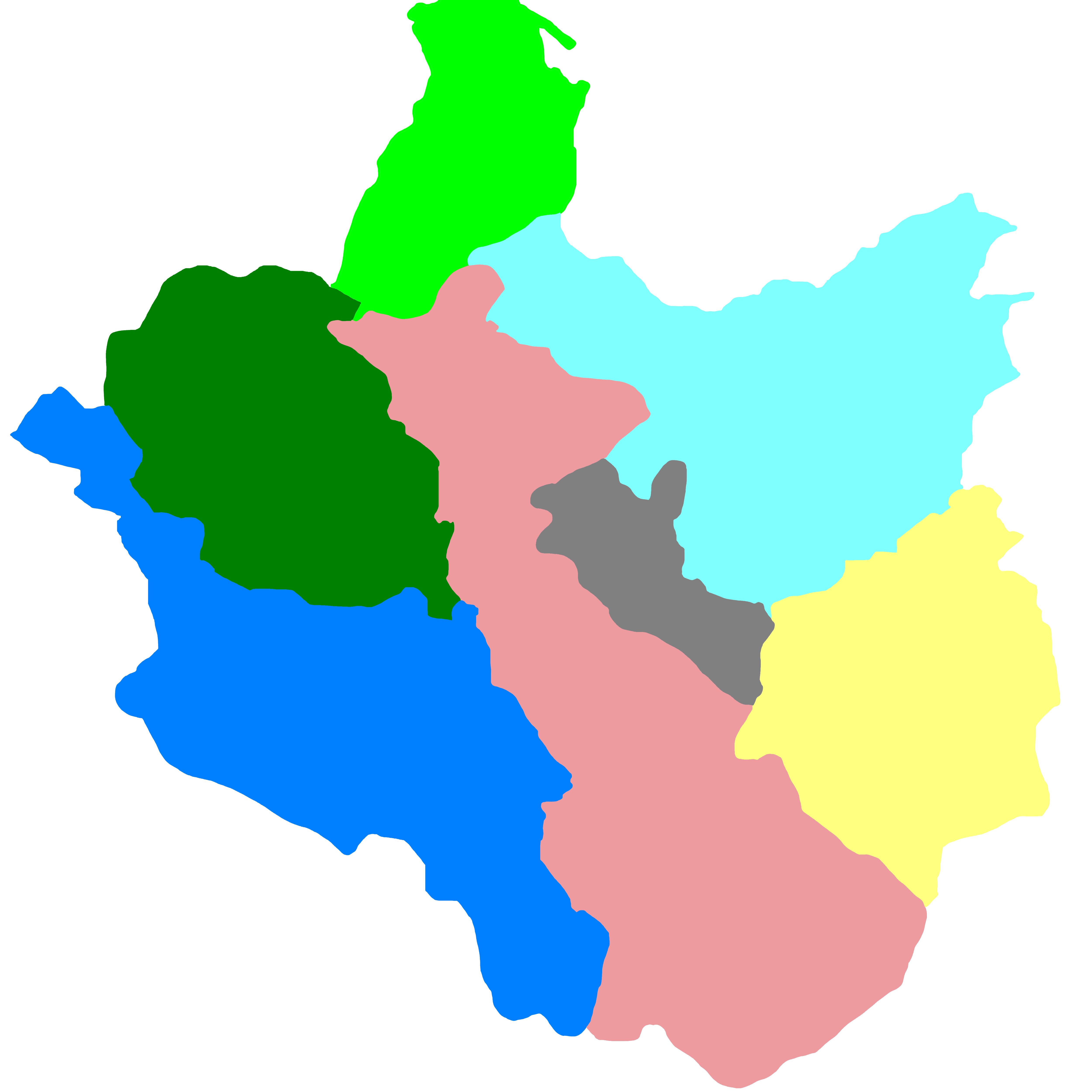
ボレスワフ3世の息子たちの間で分割相続されたポーランド：
クラクフ長子領
ヴワディスワフ2世の領土
ボレスワフ4世の領土
ミェシュコ3世の領土
ヘンリクの領土
サロメアの寡婦領
ポモジェ

ボレスワフ3世が死ぬと間もなく、長男ヴワディスワフ2世は、弟たちから公国を奪うことでポーランドの統一を回復しようと考えた。彼の政治理念は、中央集権化が自らの利益と影響力にとって損失になると気付いていた教会および大貴族たちから、猛反対を受けた。グニェズノ大司教は大公を侮辱し、国内の2人の大貴族が大公に対して軍事的攻撃を開始した。内戦が勃発し、これに介入してきた皇帝フリードリヒ1世バルバロッサの援助も空しくクラクフ大公は敗北し、初期ポーランド国家の分裂と18世紀まで続く国王権力の衰退の始まりとなった。シロンスク公国、ヴィエルコポルスカ公国およびマゾフシェ公国は更に小規模な分領公国へと分裂していき、分割と統合を不安定に繰り返した。分領諸公たちの利害関心と嫉妬が、絶え間ない戦争状態を生んでいた。
クラクフ統治者はポーランド公（Dux Poloniae）の称号を保ったがその政権の安定は貴族や聖職者との良好な関係の維持にかかっていた。カジミェシュ2世（在位1177年 – 1194年）は貴族と聖職者の評議会の要求に従い、君主としての権利および特権の一部を手放した。彼はさらに、国家の重要事の決定の際は評議会を召喚して決定権を委ねることまで承認した。1180年にウェンチツァで開かれた教会会議において、職務禁止命令を課されそうになった教会は、逆にポーランド公に対して、死亡した司教の個人的財産を接収すること、および役人や代理人を使って徴税をすることを禁じた。これらの譲歩と免除の見返りとして、評議会は長子領を廃止し、カジミェシュ2世の直系子孫にクラクフ公国の世襲相続権を認めた。こうして法律により、ピャスト王朝の長子権はカジミェシュ2世の系統に与えられた。1205年、レシェク1世と弟のコンラト1世マゾヴィエツキは、ザヴィホストの戦いにおいてルテニアの統治者ロマンに対する大勝利を収め、この英雄を戦死させた。また同年、ポーランド人たちはルテニアに侵入してきたというリトアニア人と呼ばれる異教徒の存在を知った。
世襲化された長子権は、頻繁に軍事的な挑戦を受けた。クラクフ公の権威は法によって十分に明示されておらず、実際の政治の場面においては無視されていた。小公国の統治者たちは事実上の独立君主で、防衛や攻撃を目的とした戦争のための軍事同盟を結ぶことも、和平を結ぶことも、独立的な慣習法を守ることも出来た。13世紀のポーランドは、もはや統一的な政治体とは言えなくなっていた。以前の国家主権は数多くの独立政治組織に拡散し、ポーランドは言語、人種、宗教そして習慣によって結ばれているだけであった。
諸公の権限は理論上は無制限であった。「神の恩寵により」その地位を授けられた諸公は、自らの領土においては専制君主として振る舞えるはずだった。ところが現実には、彼ら諸公の権力は、自分に従うバロン（直臣）と聖職者の勢力の強弱や、競合状態にある他の諸公に対して能力が優れているか否か、に左右されていた。13世紀にはバロンや聖職者が強い権力をもつようになった。この2階級は広大な領地を獲得し、領地内に住む住民に対する裁判権まで有していた。教会は優れた組織力、財力および民衆に対する倫理的な支配力を駆使して、恒常的な権力拡大を続けていた。グレゴリウス改革を採用すると教会はますます独立性を高め、司教の任免権限すら君主から奪ってしまった。公の評議会（Colloquia）に出席することで、教会はバロンたちと結託して公国の国事に対する直接的な支配力を及ぼそうとした。公の評議会は公国の重要事に関しての相談が必要な場合に召集されていた。公の親族に加え、バロンや高位聖職者も会議に招かれるようになったが、彼らは内政のみならず外交政策に関しても取り決めを行うようになった。参政権の付与、課税など住民の福利に関わる事項はこの評議会で取り決められるようになり、また時に評議会は公の宮廷に伺候することもあった。この評議会は後に発達していったセナトの原型と考えられている。

### ドイツ人の東方植民（ドイツ騎士団）とユダヤ人の移住

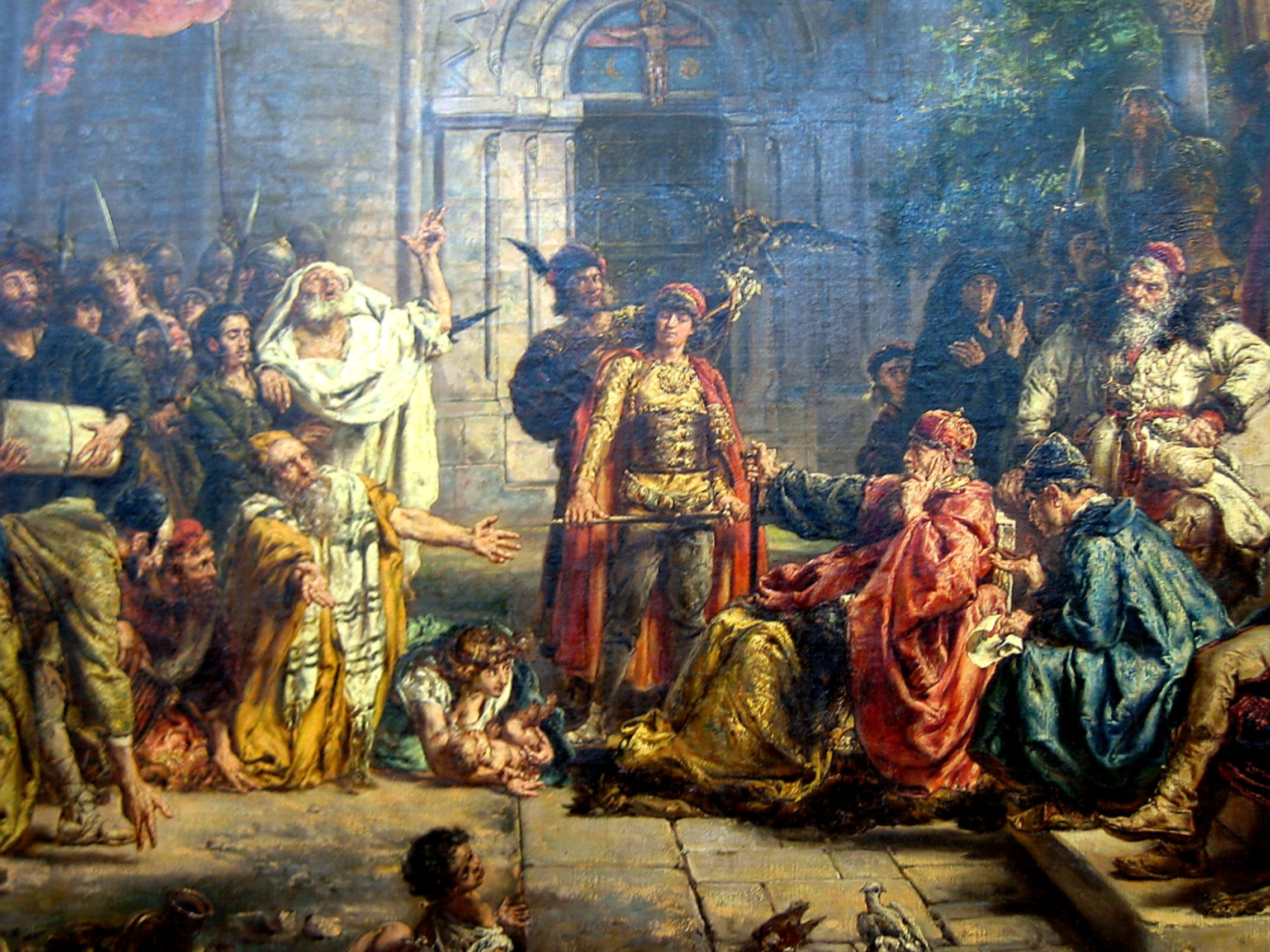
「ポーランドにおけるユダヤ人の到来、1096年」ヤン・マテイコ画

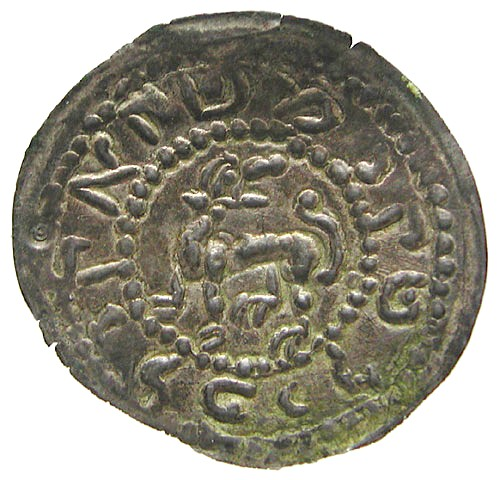
ヘブライ語で銘が印刻、国内初の硬貨ミェシュコ3世のブラクティート（飾り皿）、「משקא קרל　...」（ミェシュコ王...）と続く

ポーランド国家構造と主権の変質とともに起きたのは、内部紛争と経済的、社会的な衰退だった。モンゴルのヨーロッパ侵攻は全ヨーロッパを震撼させた。グレゴリウス9世教皇は、全キリスト教徒に対し、ポーランドを救援してこの異教徒襲来と戦うべしという詔書を発している。プロイセンのドイツ騎士団はポーランド諸王侯と共同防衛をするよう教皇から命じられる。主力のドイツ騎士団は前衛と後詰めに配し抗戦した。モンゴル侵攻を始めとする外国勢力の侵入のため、小規模な公国群は急激に弱体化した。11世紀初頭、ドイツでは東方植民で帝国の好景気による人口増加に伴い、他国の進出と近代化の開拓が進んだ。12世紀頃、彼らドイツ人は東方植民の目的として都市や工房を建設、各地に都市を形成し国を近代化していった。13世紀この動きはさらに強まった。
ドイツ系住民の急増は現在のガリツィア、南シロンスクを含む地域で見られた。モンゴル侵攻以前には、この地域は人口が多くポーランド国内で先進地域で東方およびレヴァントとバルト海および西ヨーロッパとを結ぶ経済的な主要ルートだった（琥珀の道）。クラクフとヴロツワフは経済的に繁栄した都市だった。この時期のモンゴル侵攻の影響はポーランドの文化や原語にも影響を与え、モンゴル侵攻によるポーランドの荒廃時期は3度目のモンゴル侵入（1287年）であり、しかも破壊はマウォポルスカに限られるとした。多くの住民が捕虜として拉致され、避難できた者たちは北部に逃れ、マゾフシェのヴィスワ川東岸にある森林地帯を切り開いて定住したりした。モンゴルが去って間もなく、ドイツ人たちの定住は前からいた住人の小規模な抵抗を受けながら進んでいった。彼ら新移民は、数百年前から農地として開墾されていた土地を占有しただけだった。原生林を切り開くのでも、完全な野生の世界に植民するのでもなかったが、ドイツ人たちは未開拓地へと招聘されることもあった。
ドイツ騎士団の支配と共にドイツ都市法の適用も盛んに行われるようになり、都市法その他の特許状は、ポーランドの伝統的な慣習法よりもとても進んでいた。新居住地にはドイツ都市法を基盤とした新しい特許状が与えられた。また、多くのポーランド人の集落もドイツ法の適用を受けるようになった。西からの移民到来のおかげでポーランドは農業生産を回復し、都市や学校も建設され、肥沃な土壌と元々恵まれていた地理的条件の下で経済的繁栄を回復しつつあった。

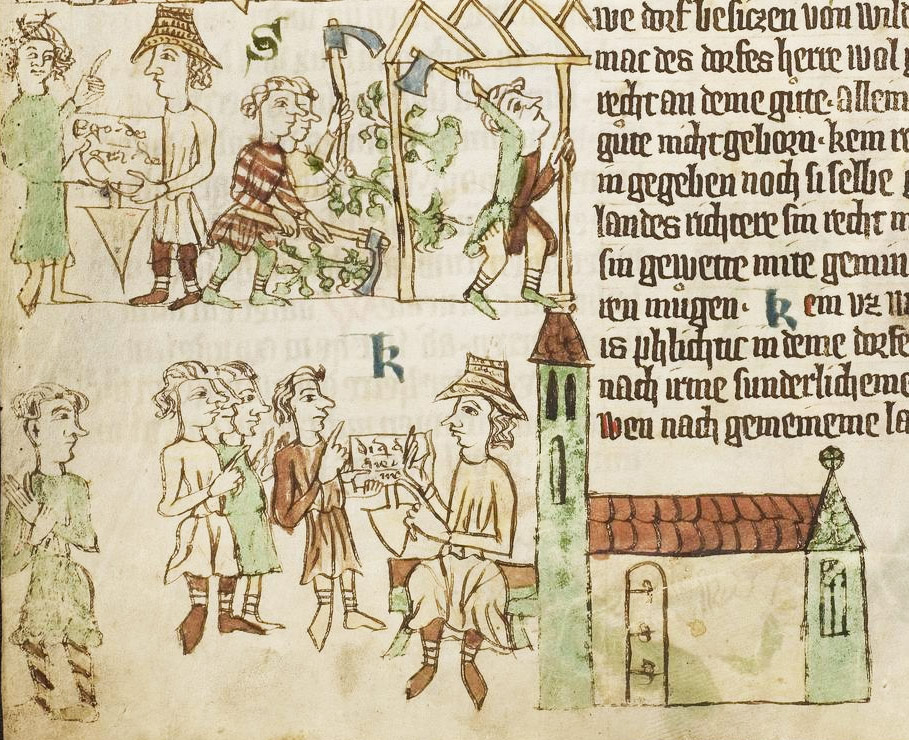
『ザクセンシュピーゲル』の細密画に描かれた東方植民

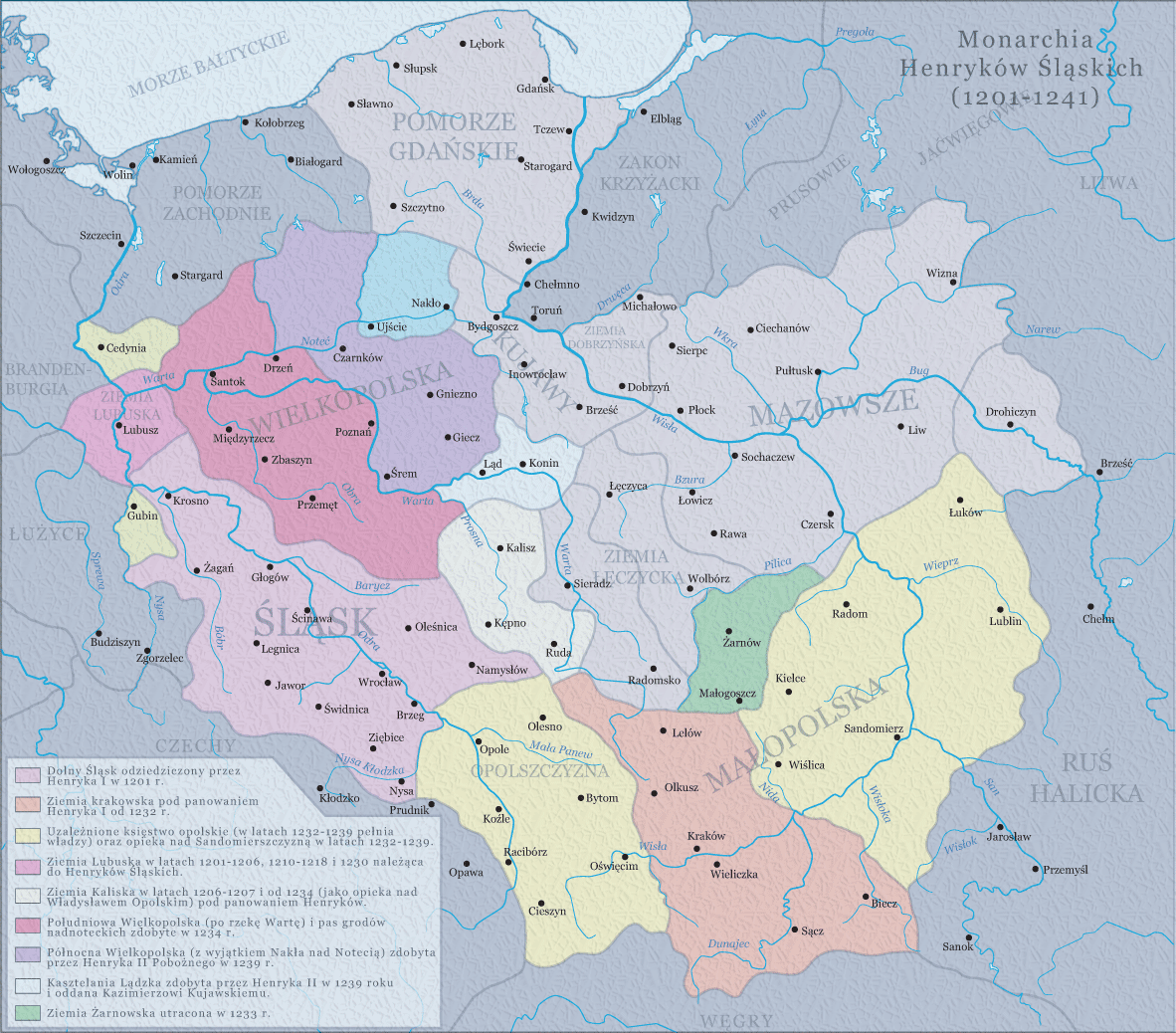
1201年から1241年までのポーランド

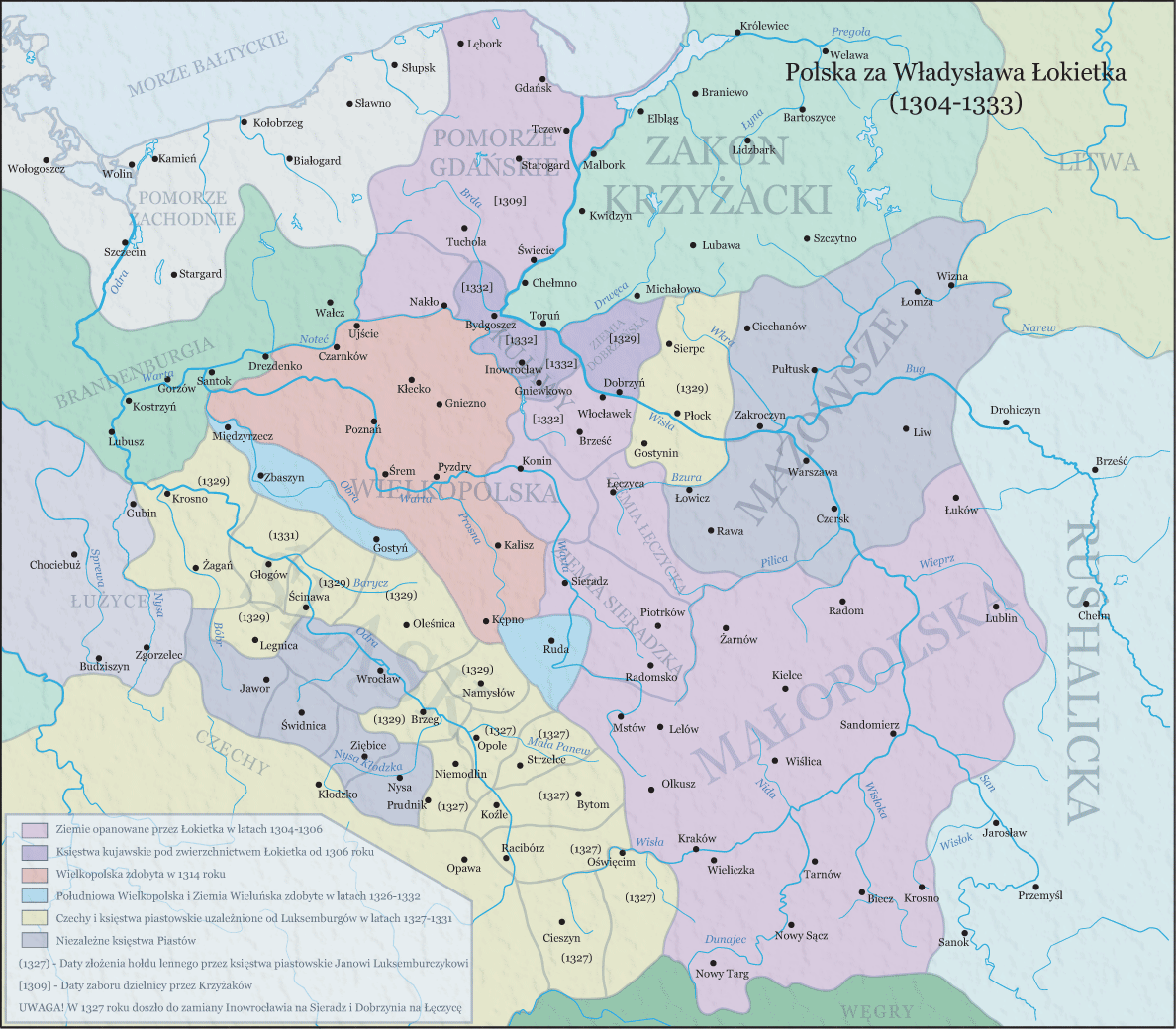
1304年から1333年までのポーランド

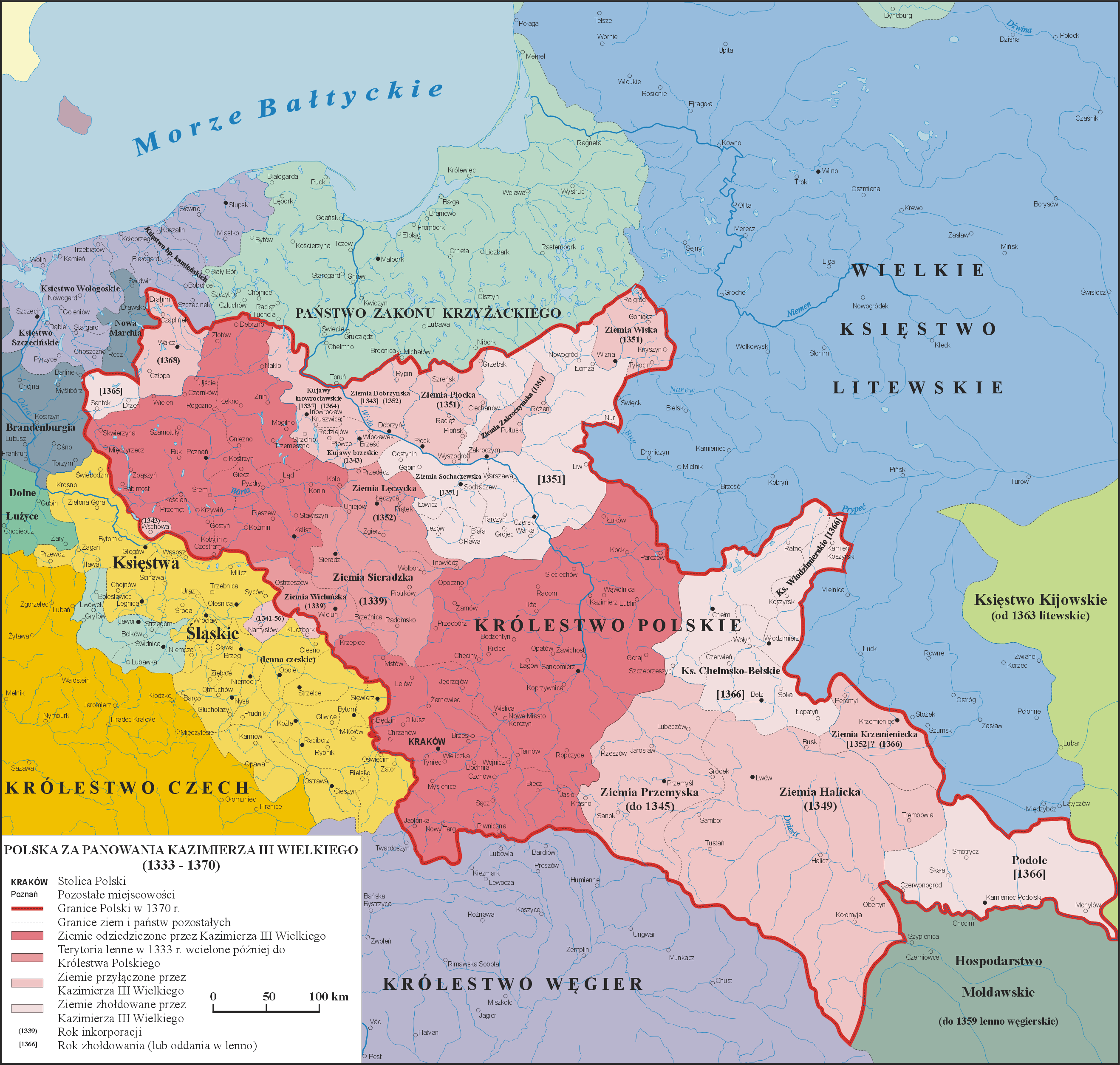
1333年から1370年までのポーランド

移民仲介事業主（ラテン語のvillicatorで呼ばれる）たちは、多くの移民を連れてきたり受け入れたりし、この事業に従事することで報酬を得、移民に築かせた居留地の首長（woyt）となったうえ、この居留地に対して世襲的な課税権を持っていた。この権利は譲渡や売買も可能だった。また彼ら事業主は居留地の判事として司法権も握っていた。事業主は騎士あるいは徴税人に対する義務以外に義務を持つことはなく、公に対してのみ責任を負っていた。招聘した公の領地にばらばらに住みついた移民たちは、市庁舎や市場、教会を中心街に設置した都市を建設していった。通りは放射状に中心街と結びつけられていた。町は土塁や掘割に囲まれており、それらの外側に耕作地、牧草地、林があった。移民たちは都市建設にあたって、故国の習慣通り自治を行う特権を与えられた。長年にわたり、法的な形式は様々に異なるものの、移民たちは税金を完全に免除されていた。そして一定の期間が過ぎると、公の国庫に対して年毎の税を課せられた。税は現金で支払われており、ポーランド人のように現物納税や労働奉仕という形を取らなかった。彼らは時に、軍事物資の補給や軍事的奉仕のため、防壁や塔、城門を維持・修築することをも要求された。移民たちの町は故郷の慣習通りの法を与えられ公の代理人から干渉を受けることもなかった。彼らはドイツ法に基づいて自治を行い、首長と選ばれた判事が司法を司った。法廷の判決に対する上訴は、公の法廷ないしドイツの都市の上級裁判所に対して行われた。行政は、住民によって選ばれるか公によって任命を受けた（この決定は市の特許状の内容で決まる）、市長とその助言者によって構成される市の評議会が運営していた。職人たちはギルドを結成し、製造品の質と値段を規制していた。公は都市の特許状付与についての全ての権威を持っており、時にこの権威を公国内の聖俗の封建領主に与えていた。
国王による都市化促進政策の一環として、ユダヤ人もドイツ商人と一緒に招聘された。騎士団主導により都市建設と並んび、ポーランド先住民達も市を建設しドイツの法、習慣、制度を導入した（ポーランドのマクテブルク法を用いた法はドイツ法式とは異なり、古代ローマの法を使用し、その土地にドイツ定住者がいない場合はドイツ語記載の法を理解できなかった）。クラクフ、ルヴフ、ポズナン、プウォツクなどの古い都市には、多くのドイツ語を話す移民が流入してきた。ポーランドの慣習法はドイツのマクデブルク法に取って代わられた。自治都市の公文書は時にラテン文字のドイツ語で記録され、ポーランドにおける法的語彙はドイツ語の影響で発達した。(ラテン文字は12世紀に導入し、話し言葉だけのポーランド語を記載できるようになった。)マクデブルク法による都市化との成長と同様に、ドイツ法の適用された村落のへの入植も進んだ。未開墾地に移民を居住させるために、公は未開墾地に対しては長年にわたって免税措置を行った。こうした未開墾地の移民は完全に自由の身だった。移民の組織者である公に年に1度の地代を支払う以外には未開拓地の移民に義務はなく、さらに彼らは世襲的に土地、製粉場、酒場を受け継ぐ保証を与えられた。徴税人と移民組織者は、こうした地域への軍事奉仕を行い、村の保安官として振る舞い、また村人に選ばれた判事の議長役を務めた。村落における行政も、都市と同様に故国、故郷のルールが適用されており、庁舎や評議会も都市のそれと大差なかった。公の同意を得れば、バロンや高位聖職者たちは新しい居留地を建設することも、自分たちが領する昔から存在していたポーランド人の村落にドイツ法を適用することも可能だった。ドイツ人は宗教学校を建設し騎士団はそこの教授となり、ポーランド人達は聖職者になるために進学でき、古典ラテン書物を学べる機会を得、後にそれがポーランド文学の発展に役立った。
1226年、ポーランドのコンラト1世 (マゾフシェ公)は隣国の異教徒プルーセン人に対する征討と教化に手を焼いて、クルムラント領有権と引き換えに当時ハンガリーにいたドイツ騎士団を招聘した。1228年、皇帝フリードリヒ2世のリミニの金印勅書により騎士団のプロイセン領有が認められ、1230年クルシュヴィッツ条約に基いてコンラート1世は騎士団にクルムラントおよびプロイセンの全ての権利を認め騎士団はプロイセンの領有権を得た。
移民の受け入れは地方領主たちの主導で行われたため、移住が極めて頻繁になり、このことはポーランド国家の行政、経済、そして特に政治生命に対して大きな影響を与えた。同時期にユダヤ人も多くに移住してきた。ユダヤ人は、ヨーロッパ全域で展開される反ユダヤ主義の迫害を受け、1264年にヴィエルコポルスカ公ボレスワフが公布したカリシュ法令により、ユダヤ人はポーランドに避難してきた。(他の事実としてユダヤ人などもポーランドでマクデブルク法により商業的に有利な優先的条件と権利を保護されていた為にユダヤ人にとり魅了があったため移民した)彼らは都市を築き、商業や銀行業を始め、彼らのビジネスノウハウや文学や進んだ技術や高い能力を認められ大公などの側近を務めポーランド経済の柱となり、ポーランド最初の硬貨（ヘブライ語が印刻）発行などに携わった。この法令は、ユダヤ人は法の保護を受け、また彼らの共同墓地、シナゴーグその他の聖所を辱める者は重罪を課せられることを定めたものだった。同時期、ヴロツワフのヘンリク4世もユダヤ人を「儀式殺人」で告発した者を厳罰に処することを定めたが、この「儀式殺人」はポーランドとは限らずヨーロッパ全体を覆っていた反ユダヤ感情が作り出したユダヤ人に対する典型的な冤罪で、ユダヤ人たちが何らかの秘密の儀式のためキリスト教徒などを捕まえては生贄にしているというものだった。それでも敢えてこの儀式殺人を告発しようとする者は、3人の非ユダヤ人および3人のユダヤ人からなる計6人の証人を必要とし、さらに告発を満たすだけの証拠を立証出来なかった場合は、告発者が有罪となって重罪を課せられるのだった。そもそもポーランドの支配者たちはこの儀式殺人とやらの噂の根拠の怪しさに気づいており、儀式殺人があったとする告発に対しては立件の条件としてこのような厳しい制限をつけた。
ユダヤ人が社会に適応してポーランド人とある程度の共生を実現していく一方で、教皇の使命を受けているドイツ移民たちは、より積極的な態度を取り、当初はポーランド国家の支配を目論んだ。ポーランドの新しいの支配者たらんとする富裕なドイツ系都市民たちの野心は、マクデブルク法により教会の主要なポストの大部分を占めていたドイツ出身者の聖職者たちの支持を受けた。レシェク2世（在位1278年 – 1288年）、その後を継いだヘンリク4世（在位1289年 - 1290年）は、ドイツ系住民の支持を受けクラクフ公になった。東方植民でドイツ人の影響力が強まっていった。クラクフでは住民税と所得税の完全免除を求めるポーランド人住民たちによる暴動が起きた。こういったドイツ人との分離主義的な運動に強く対抗する運動もまた起きて、次の14世紀にはドイツ系と非ドイツ系の2勢力の反目が、ポーランド史の基軸となった。この当時のポーランド人による文書には、「連中（ドイツから来た人々のこと）はグダンスクを（訛って）ダンチヒと呼んでいる」などと書いてある。ドイツ人商工業者たちが彼らかを統治を行うドイツ人王侯貴族（ドイツ騎士団など）による支配よりも元々のポーランドの王侯貴族による支配を選択したからである。

### 再統合（1295年 - 1370年）
国家の再統合への機運は13世紀末まで現れなかった。1278年までに、大公プシェミスウ2世はかつての王国のかなり広い地域に対する支配権を取り戻した。プシェミスウ2世は1295年には国王として戴冠したが、翌1296年に暗殺された。彼の死後、統一運動のリーダーとなったのはヴワディスワフ1世だった。ボヘミアなどの敵対者に何度も敗北したものの、ヴワディスワフはハンガリーの援助で1314年までに国内における権力を確立した。1320年までに、彼は国内・国外における連携を調整し、十分な国土を領する独立ポーランドの国王であることを諸外国に認めさせた。1320年1月20日、ヴワディスワフ1世は戴冠した。この戴冠はポーランドの歴史における新時代の幕開けとなった。
1333年、ヴワディスワフ1世の王位は息子のカジミェシュ3世に引き継がれた。彼は父の事業を継続し、その治世中にポーランド国家は近隣諸地域に影響力を及ぼすまでに強大化した。多くの城が新築され、多くの居住区が要塞化された。こうした偉業から、カジミェシュ3世はポーランドの歴代国王の中で唯一「大王」と称される人物となった。対外的には、カジミェシュはボヘミアと東方拡大を目指すドイツ騎士団の両者に譲歩することで、国際的な地位を高めた。
外交面での成功でポーランドを対外的な脅威から逸らす一方、カジミェシュ3世は国内統合を強力に進めていた。カジミェシュの治世中で最も有名な出来事は、まず1364年、クラクフにポーランドで最初の大学であるアカデミア・クラコヴィエンシス（後のヤギェウォ大学）を創設したことである。1364年、クラクフ会議においてボヘミア王カレル（皇帝カール4世）と、ハンガリー王カーロイ1世の紛争を調停し、ポーランドをヨーロッパ強国の地位に復帰させ、男子がいなかったため、カジミェシュ3世はクヤヴィのピャスト朝最後の君主となった。1370年にカジミェシュ3世が死ぬと、王国は数年の政治的な不安定期に入った。王の後継者に定められた孫のポモジェ公カジミェシュ4世は、ハンガリー王ラヨシュ1世によって排除された。14世紀に達成された国家再建により、ポーランドはその絶頂期への胎動を始めた。

### アンジュー家（1370年 - 1385年）

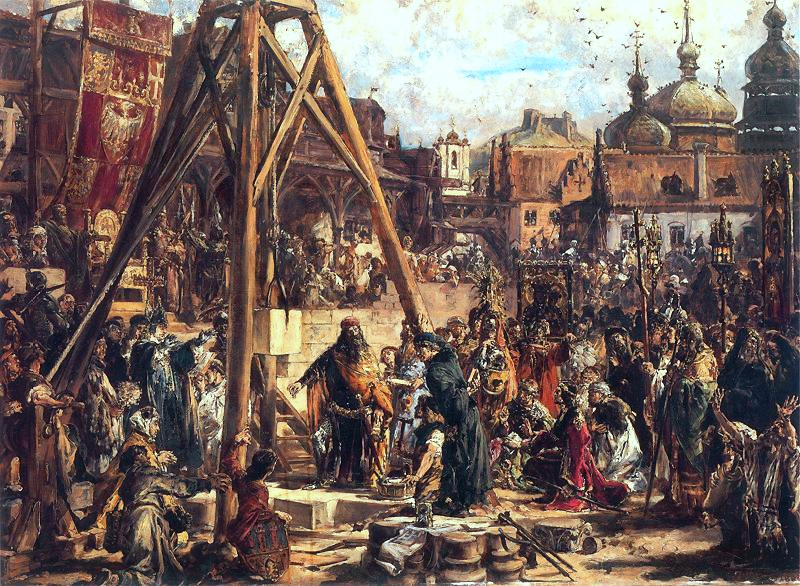
「ルテニアを併合するカジミェシュ3世、1366年」ヤン・マテイコ画

1370年から1382年までの12年間、ハンガリー王ラヨシュ1世がポーランド王を兼ねた。ラヨシュはフランス王家カペー家の流れをくむアンジュー家出身で、母エルジュビェタ（ハンガリー名エルジェーベト、1305年 - 1380年）はヴワディスワフ1世の娘、カジミェシュ3世の姉だった。ラヨシュは王国の統治を母親に任せたほか、ポーランド領をハンガリー領に組み入れたりした。
ラヨシュ1世には娘しかおらず、ポーランド王位は再び適当な相続人を欠いた。娘のうちマリアは皇帝カール4世（ボヘミア王を兼ねた）の息子ジギスムントと婚約しており、その妹ヤドヴィガはオーストリア公ヴィルヘルムと婚約してウィーンにいたが、長姉のカタリンが1378年に死ぬとハンガリーに呼び戻された。1381年、マリアの婚約者であるブランデンブルク辺境伯ジギスムントは、異母兄のローマ王ヴェンツェルによってクラクフへ送り込まれた。ハンガリー王位とポーランド王位を相続する予定のマリアと結婚した暁には共同統治者となるため、ポーランド語を学び、ポーランド人の間に支持を得ておくためであった。ジギスムントはカジミェシュ3世の曾孫で、統治するブランデンブルクとポーランド双方に国境を接するノイブルクを相続していた。
しかし1382年にラヨシュが死ぬと、クラクフ大司教はドイツ人ジギスムントの婚約者マリアの即位を拒否して、妹のヤドヴィガを王と宣言し、ヤドヴィガは1384年、正式に戴冠した。ポーランド貴族は幼い女王を説得して許嫁ヴィルヘルムとの婚約を解消させ、夫にリトアニア大公国の統治者ヨガイラを迎えるよう取り決めた。リトアニアは1250年代に短い期間キリスト教国となったが、その後異教国家に戻っていた。1386年2月、ヨガイラはカトリックに改宗し、間もなくヤドヴィガと結婚した。ヨガイラはヤドヴィガの玄祖父にあたるポーランドの統一者に因みヴワディスワフの名でポーランド王として戴冠した。「ヴワディスワフ2世ヤギェウォ」の王名は、後世の人々による創作である。

## ヤギェウォ朝
1385年から1569年にかけて、ポーランド、リトアニア、ボヘミアおよびハンガリーの王朝であるヤギェウォ朝の統治下で連合王国を形成した。この王朝連合の創始者はリトアニアのヨガイラ大公であった。この4カ国の提携はポーランド人、リトアニア人双方に大きな利益をもたらした。

### ポーランド・リトアニア連合

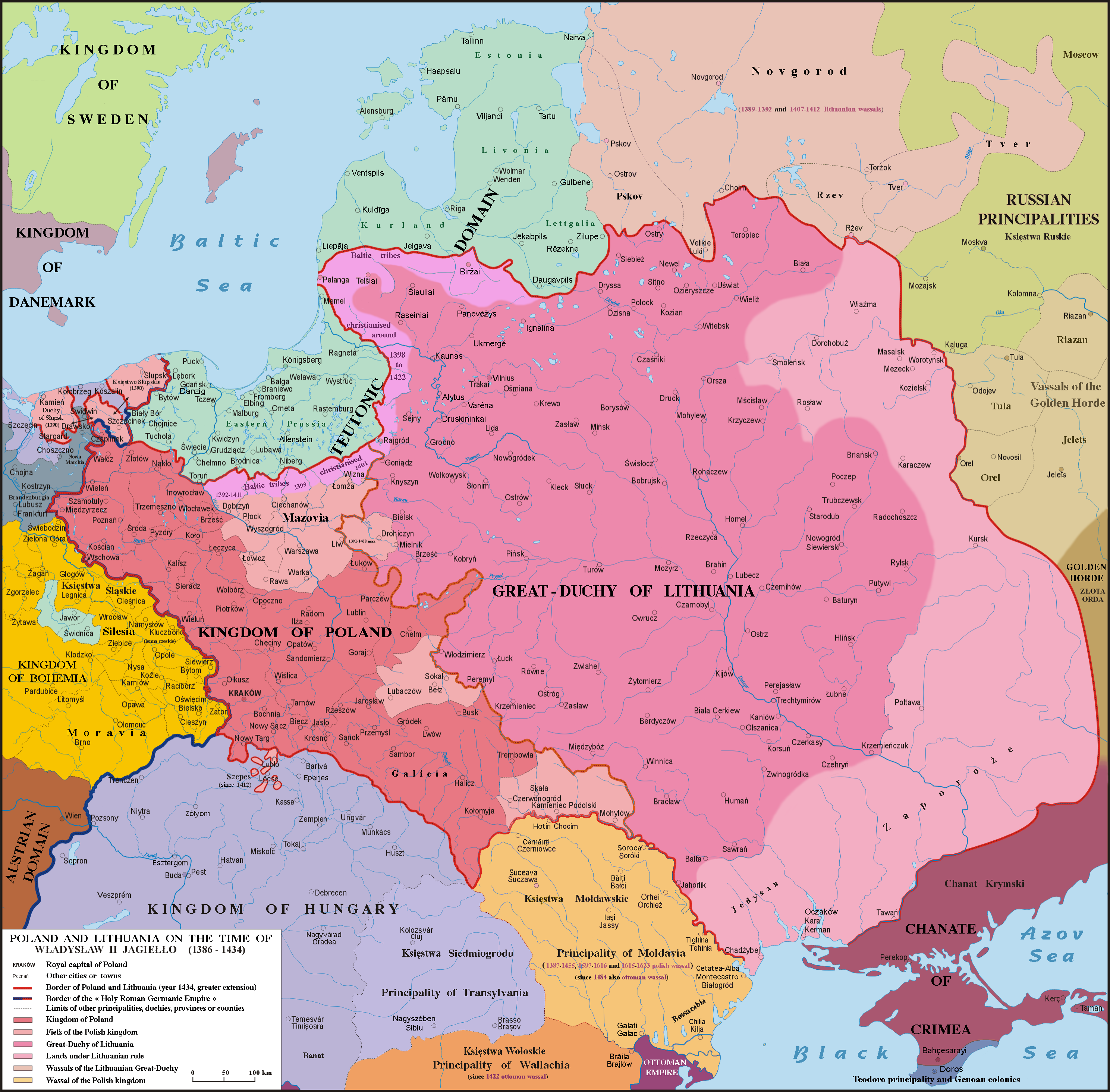
1386年 - 1434年のポーランド・リトアニア

ポーランド、リトアニアは続く3世紀にわたってヨーロッパにおける最も強大な「帝国」の一つになり、精力的に近隣（遠方はロシアまで）に領土を拡大していった。
ポーランドが、隣接するヨーロッパ最後の異教国家リトアニア大公国と提携すると、ピャスト朝末期に起きた両国の政治的、軍事的な紛争（ハールィチ・ヴォルィーニ戦争）でルーシ族（ヴァリャーグ）のハールィチ・ヴォルィーニ大公国を侵略し、ハールィチ公国はポーランド領にヴォルィーニ公国をリトアニア領に分割した。14世紀末、リトアニア国家の実体は好戦的な戦士集団の寄せ集まりで、現在のベラルーシやウクライナをも含む広大な領域を支配していた。両国はそれまでの敵愾心を捨て、ドイツ騎士団を始めとする共通の敵に立ち向かう必要に迫られていた。こうした問題がクレヴォ合同が結ばれた直接の動機であった。この協定に従ってポーランド女王ヤドヴィガはヨガイラ（ヤギェウォ）と結婚し、ヨガイラは「ヴワディスワフ2世」の名でポーランド王に即位し、新王は彼の臣民を代表しキリスト教の洗礼を受け、リトアニア人たちをポーランドの同盟に従わせ、実現の難しい政策を遂行することを求められた。リトアニアのキリスト教化が始まり、ヨガイラの臣民たちをローマ・カトリックに改宗させるため、1387年にヴィリニュス司教区が設けられた（東方正教会は大公国内で既に大きな勢力を持っていた）。この連合によりポーランドはドイツ騎士団によりモンゴル人(ワールシュタットの戦い)やタタール人の襲撃から国家を防衛することに成功し、リトアニアとポーランドはドイツ騎士団との長い戦争において提携した。

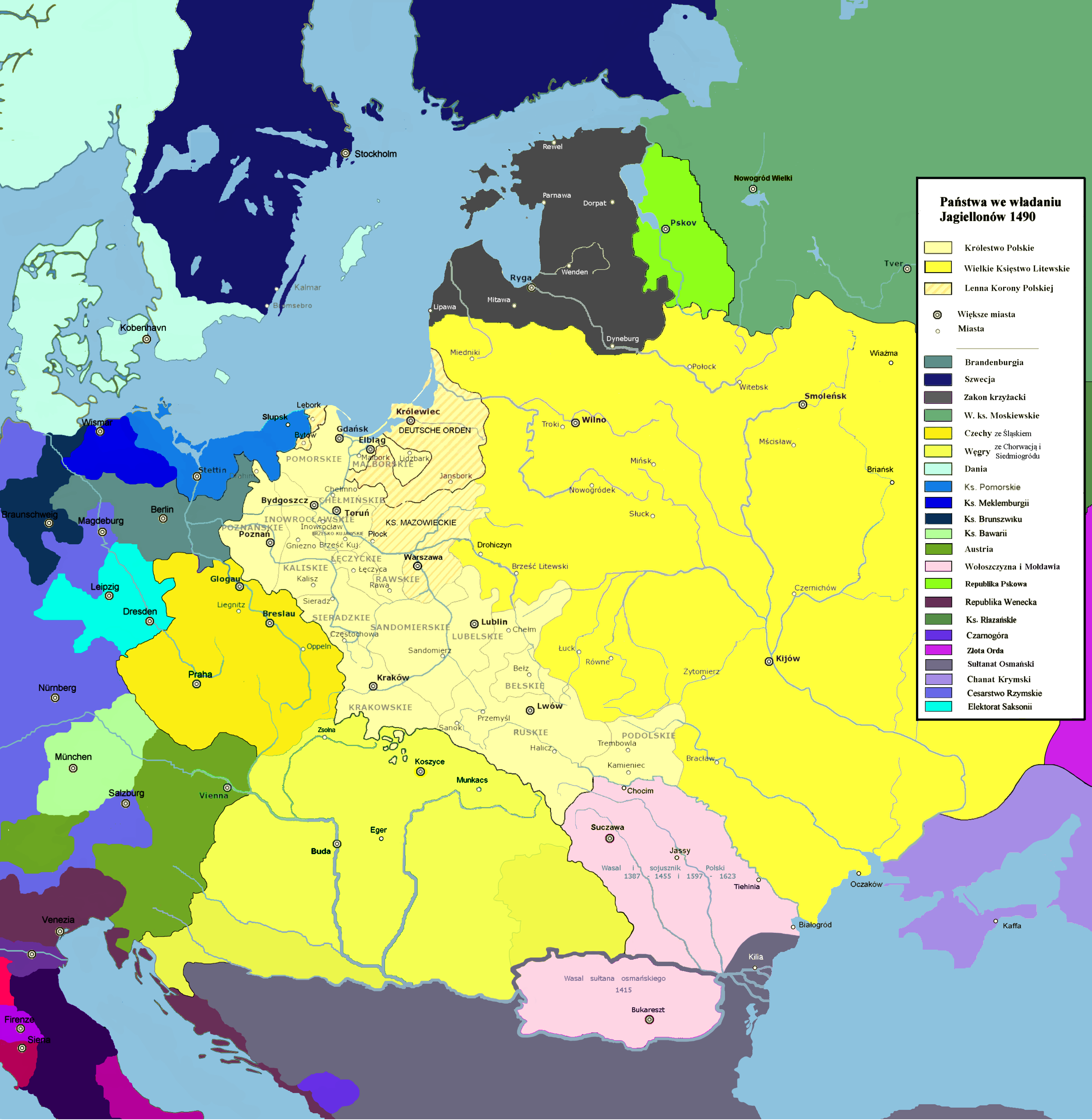
ヤギェウォ家の人物を君主に頂いていた国家群（王朝連合）

ポーランド、ボヘミア、ハンガリー、リトアニア同盟は東ヨーロッパの国際関係に大きな影響力を及ぼすようになった。ポーランド、リトアニアは共同の独立国家を3世紀以上にわたって維持し形成することで大陸の強い国の一つとなった。1410年ポーランドとリトアニアの連合軍は、ポーランド・リトアニア＝チュートン騎士団戦争とグルンヴァルトの戦いでドイツ騎士団に勝利した。ヤギェウォ朝は続く数十年にわたって王国の領域と勢力の拡大を続けた。王朝連合は1526年、オスマン帝国の軍隊がモハーチの戦いで勝利を収めると同時に崩壊した。ハンガリー王・ボヘミア王だったラヨシュ2世がこの戦いで戦死すると、ハンガリー王冠とボヘミアはオーストリアのハプスブルク家に掠め取られて王領ハンガリーとなったからである。もっとも、ハンガリーの大部分はオスマン帝国になりオスマン帝国領ハンガリーとなった、ヨーロッパの地理的心臓部位置にトルコ人が定住し近隣地域を侵略した。

### 16世紀の「黄金期」

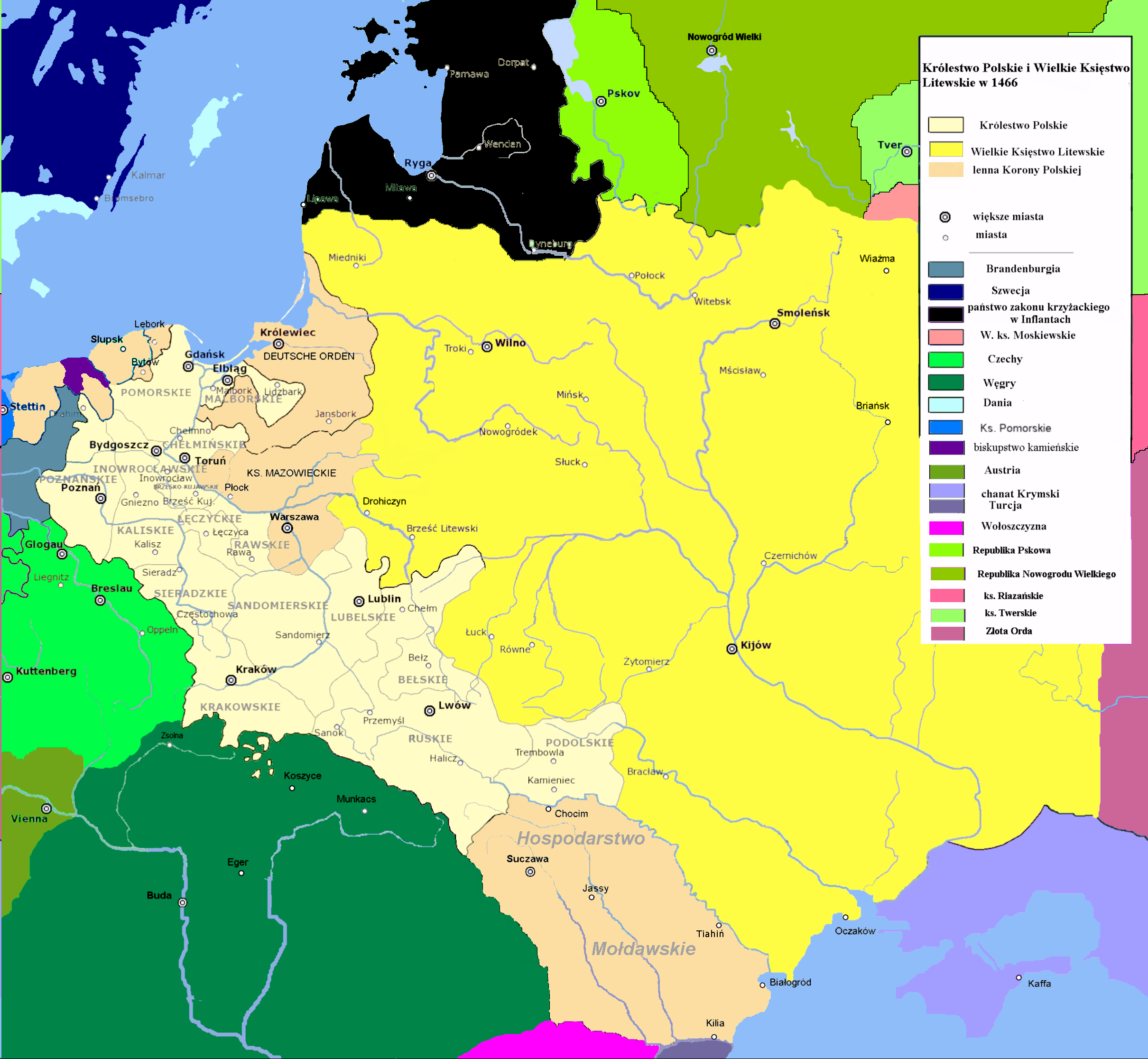
1466年のポーランド・リトアニア
北はバルト海、南は黒海にまたがる

ヤギェウォ朝は中央ヨーロッパにおける覇権を取り戻すことは出来ず、オスマン帝国の圧倒的優位はやがて中央ヨーロッパ全域がイスラーム国家の影響下に置いた。しかしモハーチの戦い以後の半世紀は、国家の政治的な最盛期とは合致しないものの、ポーランド人にとっては安定、経済的繁栄、文化的発展を経験した黄金期として記憶される事になった。

#### 列強国としてのポーランド・リトアニア
ドイツ騎士団と苦戦が続き、トルコ人のオスマン帝国とクリミア・タタール人のクリミア・ハン国と領土を巡り何世紀にもわたり抗戦となり、そしてモスクワ大公国と何度も対戦するリトアニアを援護した。当時ヨーロッパにおいて大きな国家の一つであったリトアニア大公国は自国を防衛する必要に迫られた。この時期の戦争と外交政策は大規模な領土拡張を生むことはなかったが、国家を深刻な戦乱に巻き込まなかった、国は封建制となり農業国として発展した。1533年にオスマン帝国との「恒久平和」で侵略の脅威を免れることができた。この時期にシュラフタが発展した。

#### 政治体制

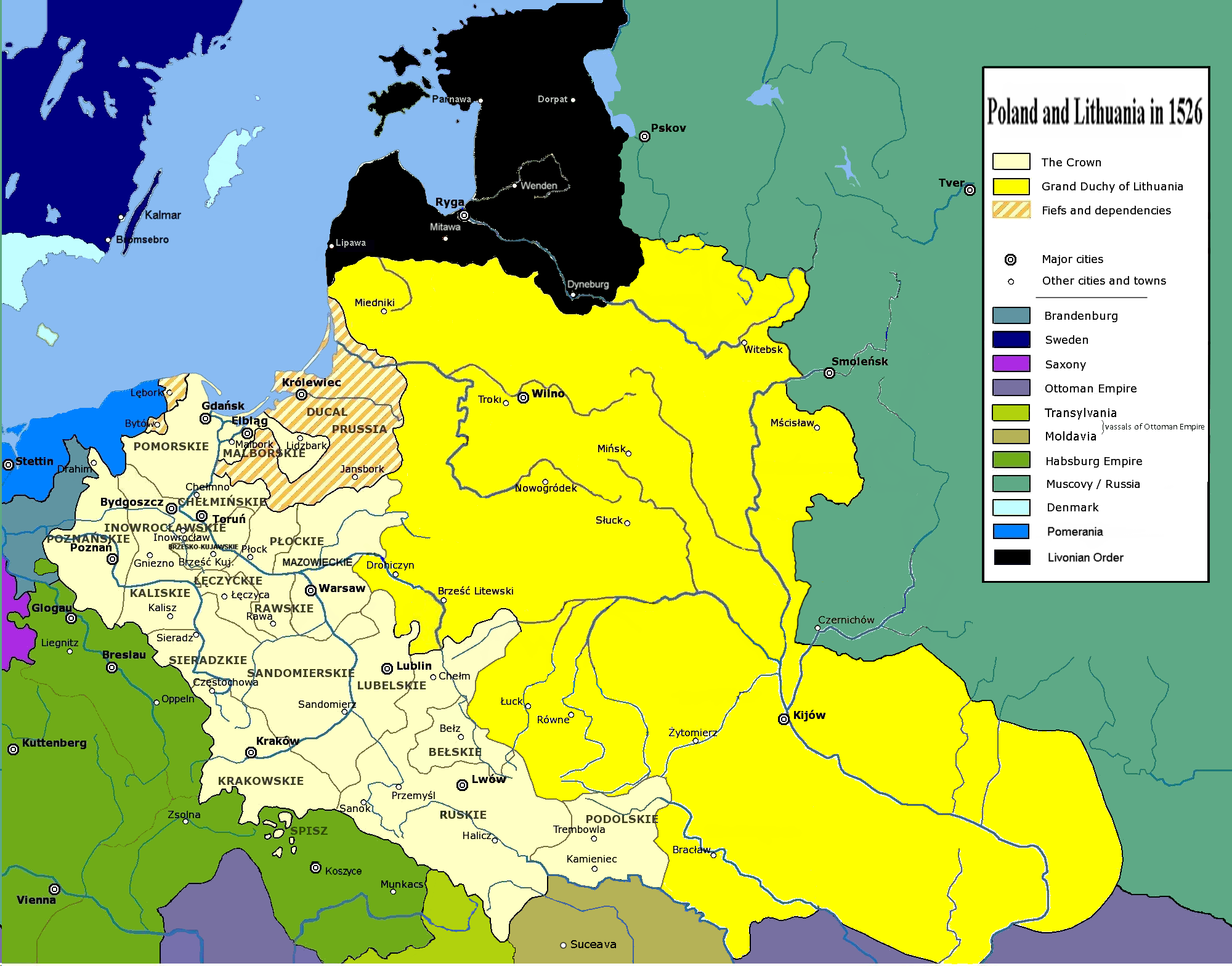
1526年のポーランド・リトアニア

ヤギェウォ朝は様々な分野で、初期近代ヨーロッパの他の地域とは違った特徴を持つようになった。特徴は政治の構造と運営でこの時期、ヨーロッパでは君主に権力が集中して蓄積されていく状況が生まれていたが、ポーランド・リトアニアでは土地所有貴族の主導による地方分権の政治システムが発展しつつあり王権が厳しい制限を受け続けていた。ポーランドの貴族たちは小作農たちの労働力を使って経営している大規模農場の主として、莫大な利益を得ていた（17世紀に入り穀物の相場が下がると多くの小作人が自らの財産を領主に売り渡すことで農奴となり再び中世初期の農奴制のような状況なった。「再版農奴制」と呼ぶ）。中世初期と異なり、この時代の貴族たちは農民に対して生殺与奪の権限を持っているわけではなかったが、農民たちは村の所有者である貴族の無許可では村を離れてはならなかった。（それでも各地の巡礼の旅に出ることなどは比較的簡単に許された）。貴族は全人口7-10％。貴族階級は財産や地位において様々な格差があるにもかかわらず、団結力をもった集団として国政に参与した。貴族たちは貴族（と僧侶と学識経験者）の議会であるセイムに対する王権からの多くの譲歩や保証を引き出し、これによってセイムは国政における決定的な支配力を獲得、遂には立法権を独占した。
1505年、セイムはニヒル・ノヴィ法を成立させて、セイムの同意なしに新法案も成立しないことを定めた。国王アレクサンデルはこの決定同意を余儀なくされた。セイムは全会一致の原則を導入し、個々の貴族一人ひとりが主権を持つのだと見なした。政党の結成は認められないが、少数者の権利保護のため、ポーランドでは貴族グループが政治連盟（その時々に集まり行動する緩やかな政治グループ）を結成する習慣が認めたが、不満解消を目的とし政府に対して蜂起を認めたも同然だった。貴族らは原則的には国王を選挙で選ぶという重要な権利を持っていたが、ヤギェウォ家の人々は事実上の世襲王家とし公的に認められ立候補者はヤギェウォ家の血を引く人物が望ましいとされた。実際、ヤギェウォ家の国王たちは自分の息子を後継者として認めさせるために、貴族たちに特権を与え続けねばならず、必然的に王権は弱体化していった。ヤギェウォ朝は、名君の誉れ高いジグムント2世アウグストが息子を残さず死んだことで終わった。ヤギェウォ家の王朝的威信と一族が常に王位の相続人を提供していたことは、国家体制の破壊を抑制し、国家の結束を維持する上で必須の要素の一つであった。

1569年以後のポーランド・リトアニア共和国の国章

懐古的な立場を採る歴史家たちはしばしば、ピャスト朝時代の専断政治と比較して、ポーランド・リトアニア共和国の特異で慎重な政治システムが無政府状態を生んだとして低く評価している。その政治システムは18世紀の独立喪失の大きな原因となったが、しかし200年以上にわたって上手く機能しており、当時のヨーロッパには馴染みのない市民的自由の精神を育んだ。貴族に与えられていた多くの法的保護は、現代の民主政治において市民に許されている諸権利を予見させるものであった。一方で、下級貴族を特権の大部分から排除したことは、貧窮貴族たちの間に強い不満を抱かせた。また16世紀初頭から、上級貴族たちは繁栄する農業経営の労働力を確保するため、法律によって小作農たちを事実上の農奴の身分に追い込んだ。イギリスの歴史家ノーマン・ディヴィスは、リヴェルム・ヴェト（自由拒否権）を意識しながら、この時代のポーランドの（準）民主主義の成功は同じ社会観と責任意識のある知的に優秀な人々の間の微妙な均衡のうえに成り立っていたとし、17世紀から悪化した混乱とその結果として見られるようになった無政府状態は、共和国が巨大化して社会の価値観の多様化が進みその均衡が崩れたことから起こったと考えている。

#### 宗教改革
この時期、ドイツ騎士団長やヨーロッパにおけるプロテスタント宗教改革に伴い、宗教改革は1523年および1526年にポーランドへと入ってきた。少数のカルヴァン派、ルター派、フス派の集団は、その出現した当初はローマ・カトリック教会による烈しい迫害を受けた。1552年、セイムは教会から異端であるとの宣告を受けた市民の処刑を停止させた。続く130年間、一貫してローマ・カトリックでありながら、信仰に関する議論を抑圧することを拒否し、大勢かつ様々な種類の宗教的臣従拒否者たちを保護していた。
ポーランド・リトアニア、特にリトアニア大公国は特異なまでに民族的、宗教的多様性に富んだ人々で構成されており、ローマ・カトリック、東方正教、プロテスタントそして数多くの非キリスト教系宗教が共存する状況にあったのである。特に16世紀中葉以後、ポーランドは世界で最も多くのユダヤ人が居住する地域となり、その数は1582年の時点で15万人にのぼった。ヤギェウォ家の統治期、ポーランド・リトアニアはヨーロッパにおいてユダヤ人に対する差別が最も少ない国家であり、ユダヤ人は商人や貴族領地の管理人として生計を立て、シュラフタ貴族にもなった。カルヴァン派のプロテスタンティズム諸派については、その最盛期にはポーランド貴族の2割程度が信者となっていた。

#### ポーランド・ルネサンス

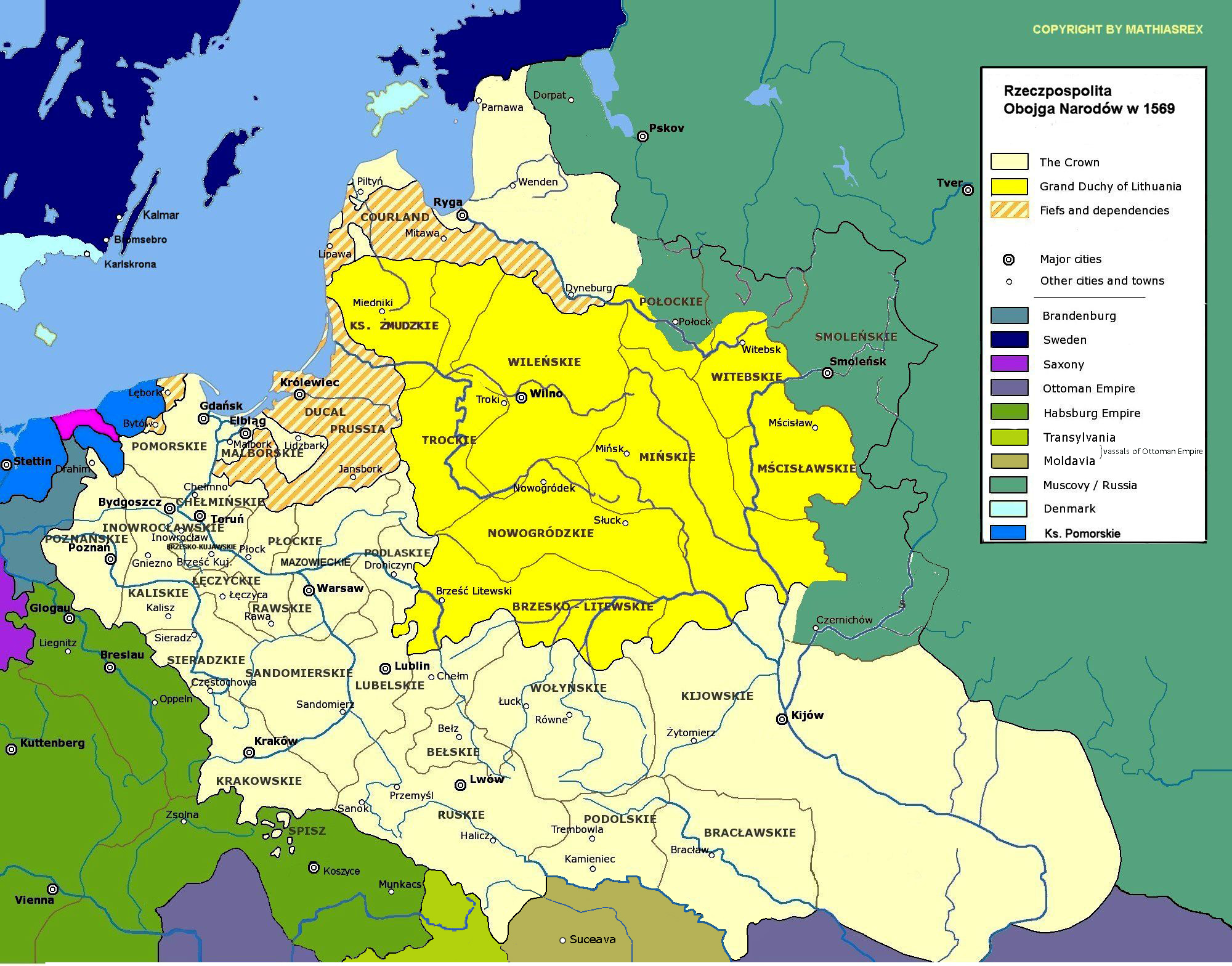
1569年のポーランド・リトアニア共和国

16世紀はおそらく、ポーランドの文化史において輝かしい時期である。ポーランド・リトアニアは、ヤギェウォ王家の宮廷が親しく交流していたイタリア人たちから深い芸術的感化を受けた。後期ルネサンスの様式や趣味がイタリアから輸入された。こうした影響はこの時期に最盛期を迎えていたクラクフ建築に今も見ることができる。同市は1611年にワルシャワへの遷都が行われるまで、王都としての地位を保っていた。クラクフ大学はコスモポリタンな学術の中心地として国際的な評価を獲得し、1543年には同大学の最も著名な卒業生であるニコラウス・コペルニクス（ミコワイ・コペルニク）が、天文学の常識を覆す地動説を発表した。
この時期にはまたポーランド文学界の作品は従来通り西ヨーロッパで流行している様式を模倣したものだった。有能なディレッタントのミコワイ・レイは、自国語で作品を執筆した最初の著名なポーランド人作家である。エレガントなスノビズムで知られるヤン・コハノフスキ（1530年 – 1584年）は、ポーランド・ルネサンス最大の傑物として知られる。幾つかの文学ジャンルをマスターし、ポーランド語とラテン語を等しく使い分けるコハノフスキは、19世紀以前において最も優れたスラヴ語詩人として広く認められている。

#### 東部地域の問題

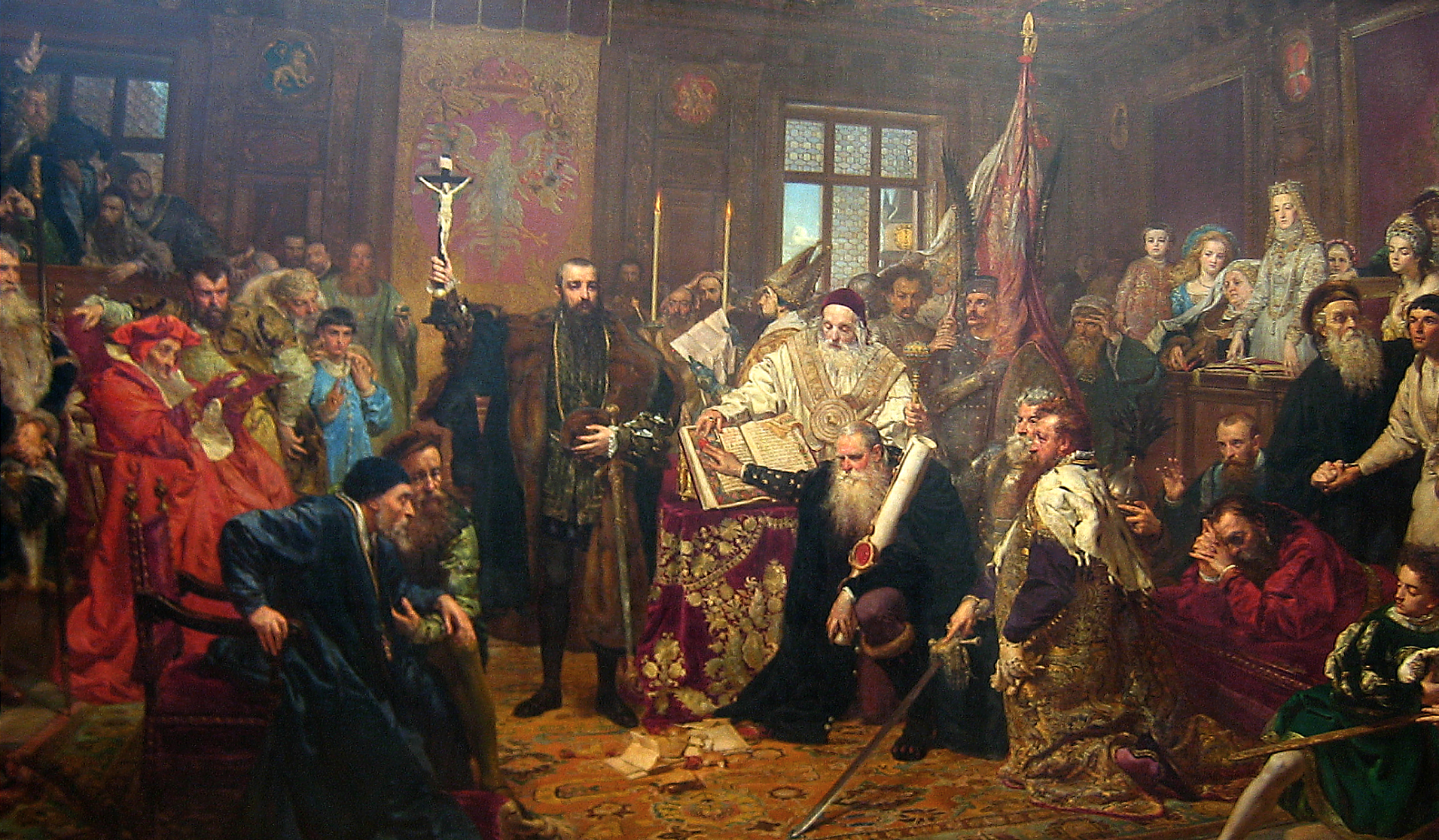
「ルブリン合同、1569年」ヤン・マテイコ画

ポーランド・リトアニア国家の人口構成において、主流派であるローマ・カトリックやポーランド人は圧倒的多数というわけではなかった。この状況はポーランドがリトアニア大公国と同盟した結果、民族的ポーランド人が明らかに少数派となってしまったために生まれていた。当時、主流派であるポーランド人になるということは、民族的・血統的な指標というよりも階級的な指標によって決まる問題だった。「ポーランド人」というのは土地を所有する貴族たちに広く与えられていた称号のようなものであり、その成員は民族的ポーランド人であるか否かを問われなかった。一般的に、リトアニアに住んでいる非民族的ポーランド人の貴族たち（必ずしも民族的リトアニア人ではない）は、ポーランドの言語と文化を受け入れていた。その結果として、連合王国の東部地域においてもポーランド人あるいはポーランド化された貴族たちが、ポーランド人でもカトリック教徒でもない圧倒的大多数の農民たちを支配していた。この捩じれた状況は後世になって、リトアニア人、ベラルーシ人、ウクライナ人たちが民族運動を引き起こす原因となった。
16世紀中葉になると、ポーランド・リトアニア国家は2つの脅威にさらされつつも、この多様性のある国家の支配体制を維持する方法を模索していた。同国を脅かす第1の要因は、15世紀後半から勢力を強めていたモスクワ・ロシアのツァーリ政府が、西隣のリトアニア大公国と、両国の間に存在するスラヴ人地域ルテニアを巡ってリトアニアに挑戦してきたことだった（モスクワ・リトアニア戦争）。2番目の要因は、国王ジグムント2世アウグスト（在位1548年 – 1572年）に男子の相続人がいないことだった。同君連合国家であるポーランド・リトアニアにとって、ヤギェウォ王家は2国を結びつける不可欠の紐帯であり、ジグムントの死でその連合関係は解消されることが決まっていた。こうした危機に対応するため、ポーランドとリトアニアの両国は1569年にルブリン合同に調印し、ヤギェウォ家支配期の緩やかな人的同君連合から、より強靭な制度的国家連合に移行して、政治的統一体「ポーランド・リトアニア共和国」を成立させた。

## ポーランド・リトアニア共和国

### 選挙王制

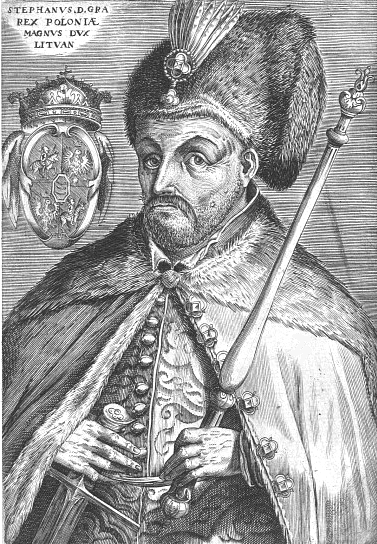
ステファン・バートリ、外国出身の選挙王の一人

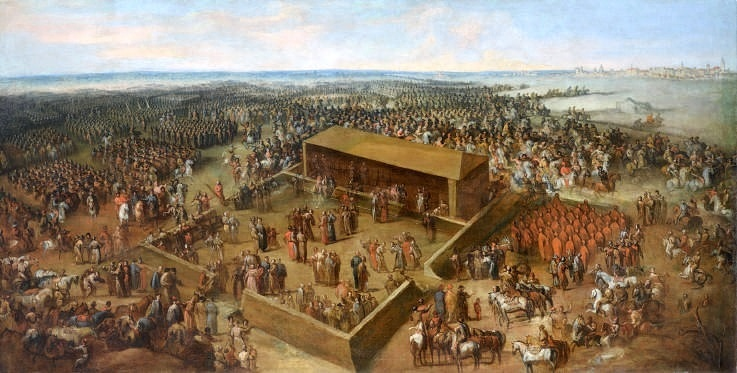
ヴォーラにおけるアウグスト2世の国王選出、 ジャン＝ピエール・ノルブラン・ド・ラ・グールデーヌ画

16世紀後半、ポーランド・リトアニア共和国は選挙王制に移行し、国王は世襲貴族によって選挙されることになった。現在の国王が死ねば、国家は先王とは全く関係のない人物を王に迎えることが出来た。
1572年、国王ジグムント2世アウグストが後継者を残さずに死んだ。政治システムはこの不測の事態に対して何ら備えが出来ておらず、新しい王を選ぶ方法も決まっていなかった。長いあいだ議論が続いたあと、共和国の全ての貴族身分が次の国王を決めることが定められた。貴族たちはワルシャワ近郊に集まり、「自由選挙」を開いて投票した。
国王選挙は1573年に初めて開かれた。立候補したのはフランス王シャルル9世の弟アンリ（ヘンリク・ヴァレジ）、ロシアのツァーリ・イヴァン4世、皇帝マクシミリアン2世の息子エルンスト大公、そしてスウェーデン王ヨハン3世の4人だった。混乱を来した選挙に勝利したのはアンリだった。しかし国王となって4か月後、アンリは兄のフランス王が死んだという報せを受けた。アンリはポーランド王位を捨ててフランスへ逃亡し、フランス王アンリ3世として即位した。
この国王自由選挙はポーランド分割が起きるまで続いた。選挙王となったのは順に、ヘンリク・ヴァレジ、ステファン・バートリ、ジグムント3世ヴァザ、ヴワディスワフ4世ヴァザ、ヤン2世カジミェシュ・ヴァザ、ミハウ・コリブト・ヴィシニョヴィエツキ、ヤン3世ソビェスキ、アウグスト2世、スタニスワフ・レシュチニスキ、アウグスト3世、スタニスワフ・アウグスト・ポニャトフスキである。
共和国において見るべき業績を残せた選挙王は僅かであった。ステファン・バートリは大貴族家門を遠ざけることで、弱体化の一途を辿っていた王権の回復に努めた。ジグムント3世とその二人の息子ヴワディスワフ4世、ヤン・カジミェシュはスウェーデンの統治者ヴァーサ家の出身だった。彼らは失ったスウェーデン王位奪還のために外征を盛んに行ない最大領土も実現したが（1605年から1618年のロシア・ポーランド戦争ではモスクワを占領している）、ポーランド・リトアニアの政治的安定を犠牲にした。ヤン3世ソビェスキは1683年にオスマン帝国によるウィーン包囲を破ってこれを解放したが、これは二民族の共和国にとって最後の偉大な戦勝であった。最後のポーランド王となったスタニスワフ・アウグスト・ポニャトフスキについては、その評価には論争が絶えない。彼は遅きに失したとはいえ、共和国に実効性のある建設的な改革を断行した。一方で、ポニャトフスキは、特にロシア帝国に対する、自身の精神的な弱さと決断力のなさから、国家を救うための諸改革を破滅に追い込んでしまった。
ただしこの時代には名宰相も輩出した。特筆すべきはヤン・ザモイスキとスタニスワフ・ジュウキェフスキで、彼らは大法官（カンツェシュ、チャンセラーのことであり首相に相当）と共和国大元帥（王冠領大ヘトマン、これは名目的にはポーランド王国軍大元帥であるが事実上ポーランド・リトアニア共和国全軍の最高司令官）を兼ねた。ヤン・ザモイスキはステファン・バートリ王を補佐し選挙王政による国家の発展モデルを完成し、スタニスワフ・ジュウキェフスキはヴァーサ家の王たちの無謀で悲劇的な東方政策において議会を代表して対処した。
ポーランド・リトアニア共和国は、ルブリン合同によって当時のヨーロッパで力を持ち始めていた絶対王政とは対照的な体制を選択した。「黄金の自由」がもたらす、近代民主主義に酷似した政治システムは、その受益者を貴族のみに限定していたものの、ヨーロッパの歴史において前例のない国家体制だった。この体制は、後に発達してゆくヨーロッパ立憲君主制の重要な実験例でもあった。
下級貴族（シュラフタ）、上級貴族（マグナート）、選挙王の3身分の間で絶え間ない権力闘争が続く一方、市民権の価値は低下し、政府は運営能力と権威を徐々に失っていった。悪名高い自由拒否権は、17世紀中葉以後は議会の議事進行を麻痺させるために利用されるようになった。17世紀半ばに起きた破滅的な一連の戦争（最も有名なのは大洪水時代）の結果、ポーランド・リトアニアはヨーロッパの政治に影響力をもつ大国の地位を失った。この20年に及ぶ戦乱の結果、共和国は人口の3分の1を失い、これは第二次世界大戦の犠牲者の人口比を上回る規模だった。とくにウクライナ・コサックの反乱フメリニツキーの乱は、反乱者のコサックたちをも含めて共和国の構成者たちにとって、共和国から自治を勝ち取ったとするコサックたちの高揚感のほかには何の利益ももたらさなかった。（それでもコサックたちはロシアの良いように騙され、コサックの自治領は最終的にはロシアに併合されることになっていった）。経済と生産力の衰退は、農業と農奴制に依存する貴族たちにとってさらなる打撃となり、国家の工業化を大幅に遅らせた。18世紀初頭までに、かつてヨーロッパで最も広大かつ最も多くの人口を抱える国の一つであった共和国は、ロシア帝国、プロイセン、オーストリアなど近隣諸国の緩衝国に成り下がった。近隣諸国はいまや共和国の国内政治をほぼ自分たちの思い通りに動かすことが出来るようになり、ポーランド王位は大北方戦争やポーランド継承戦争を通じて諸外国の利権と化した。18世紀半ばには、共和国は名実ともにロシア帝国の保護国とされた。

### 経済と社会の発展

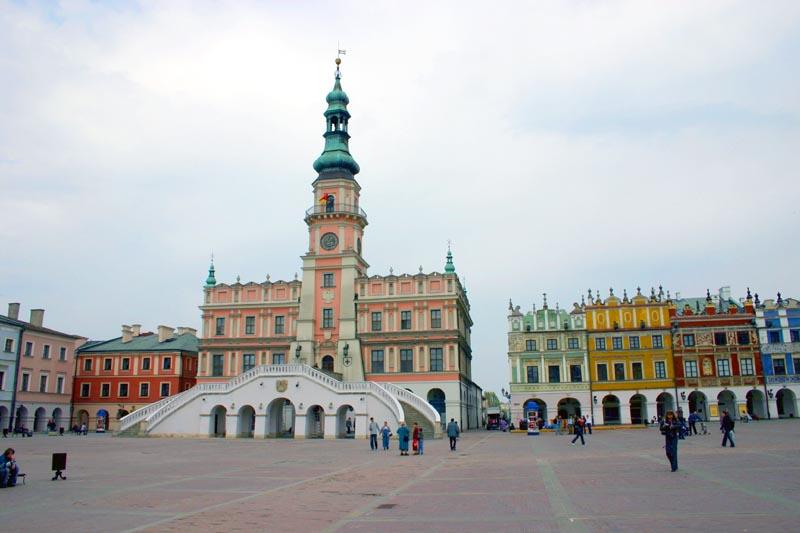
ザモシチ

東ヨーロッパにおける農業生産物貿易は、1580年代に食糧価格の上昇が打ち止めになったとき、最初の危機的兆候を迎えた。その後はアメリカ大陸から輸出されてくる安価な農産物の大量流入が農産物の市場価格に打撃を与えていった。農業生産物の価格の下落はその後も緩慢に続き、経済不況はまず西ヨーロッパを襲った。この影響を受けて、東ヨーロッパのフォルヴァルクと呼ばれる大規模農場に立脚した経済も、17世紀後半には経済不振が最高点に達した。さらなる経済不況は、西半球からの銀の流入に対応するため、1620年頃にヨーロッパで広く行われた平価切り下げを原因として起きた。当時、ポーランドの穀物の大部分がグダニスクを経由して西に輸出されていた。共和国の貴族たちは様々な手段でこの経済危機と戦い、高い生産量を維持し、農奴たちにさらなる厳しい労働条件を負わせた。貴族たちはさらなる富を集積して小作農たちとの経済格差をさらに拡大させたが、こうした現象は17世紀中葉から加速していったと言われる。
共和国の初期に、金融資本とブルジョワジーの活力は、採鉱業と冶金業の発展を促した。17世紀初頭には数百の鍛冶屋が存在していた。同世紀の半ばには大規模な鉄工のための炉が建設されていた。ヴィエリチュカやボフニャなどの都市では塩の生産拡大が進んでいた。1600年以後は、農奴を労働力とした領主経営の工場も幾つか建てられるようになったが、17世紀後半には放置されて衰退していった。
グダニスク（この時期はダンツィヒ）は事実上の自治を続けており、共和国の対外貿易の独占状態を頑固に守り続けていた。1570年のカルンコフスキ法令は海上貿易の独占権をポーランド王に与えるものだったが、グダニスクへの軍事干渉に失敗したステファン・バートリは、同市との調停において王の独占権を否認し、グダニスクにこれを認めた。他のポーランド諸都市は、17世紀前半までは比較的安定しており、経済的にも豊かだった。同世紀中葉の戦乱と荒廃が都市の中産階級の没落を招いた。
17世紀前半に成熟した、厳格な社会的弁別を守る法体系は、社会内の階級間移動を阻害していた。しかし身分制御によって新参者を自分たちの仲間に入れないようにするという貴族たちの狙いは実現せず、時には小作農出身者が財産を拡大することで貴族身分を獲得することもあった。シュラフタの登録制度は厳格だったものの、多くのシュラフタ家系が既存のシュラフタたちから「うさんくさい」とみなされる出自を持つようになった。シュラフタたちは、サルマティズムと呼ばれる奇妙な高級文化を構築し、これを身に付けることで自らの支配身分としての正統性を主張した。また、ユダヤ人の有力者の中からもキリスト教に改宗することでシュラフタの資格を得たものが続出し、シュラフタ社会の家系的・文化的な多様化が進んだ。

### 東と西のキリスト教：対抗宗教改革とブレスト合同

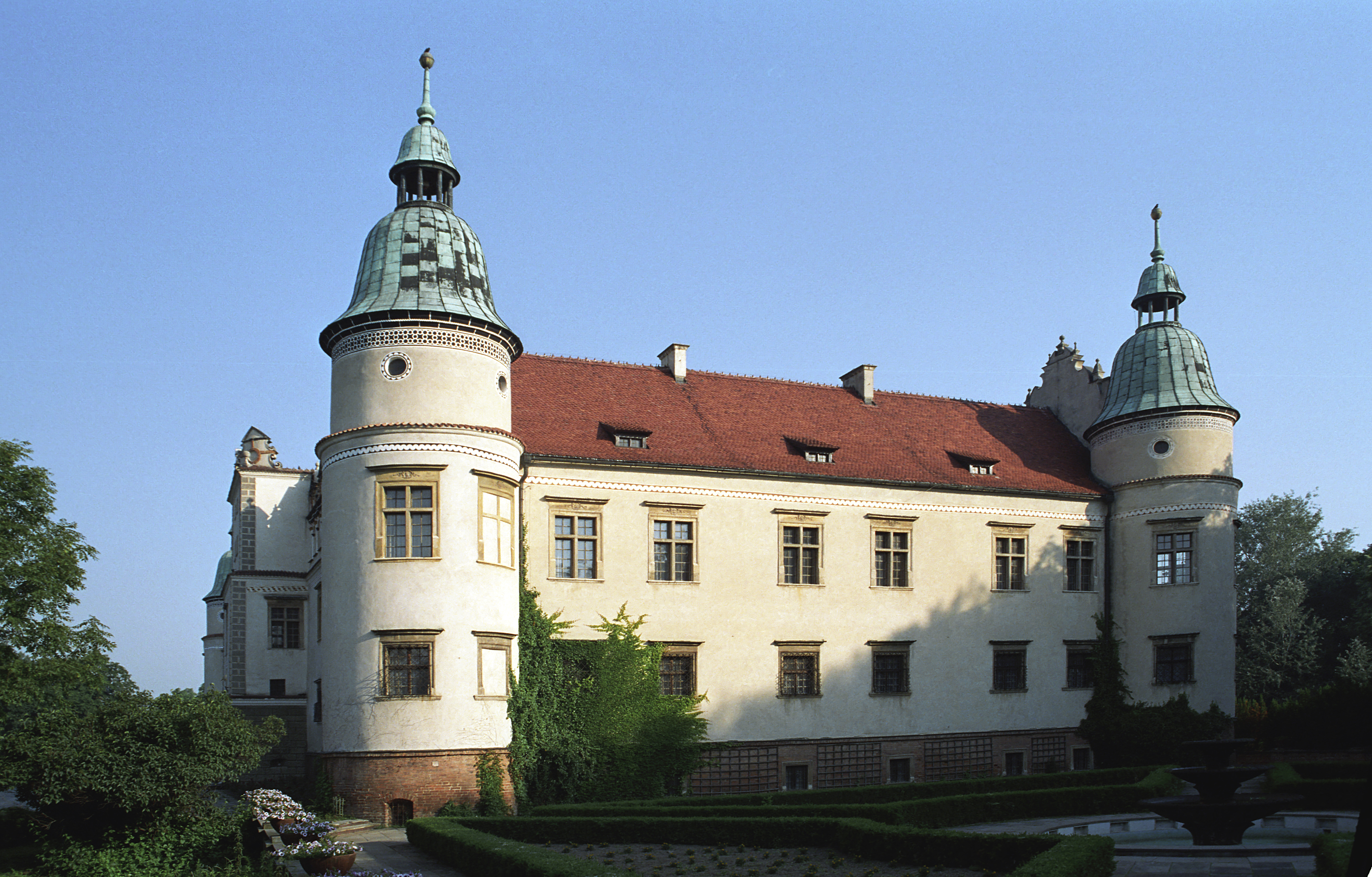
バラヌフ・サンドミェルスキ城

共和国の貴族階級の文化的な画一化とポーランド化が民族的マイノリティを巻き込みながら進み、17世紀までに貴族階級の大部分がローマ・カトリックに改宗し、また以前からカトリックだった者たちも同宗派にとどまった。1570年、ポーランドではヨーロッパに先駆けてプロテスタントとの協調主義を実現させたサンドミェシュ協約が成立した。この協約は当時その影響力を高めていた対抗宗教改革の圧迫に対する共和国の自己防衛という性格をもっていた。協約はプロテスタントの地位を高め、1573年のワルシャワ連盟における宗教的自由の実現を可能にした。
共和国における宗教改革の絶頂期は16世紀で、およそ1000にも上るプロテスタントのセクト（信徒団）が存在し、その半分近くがカルヴァン主義を奉じていた。半世紀後、プロテスタント信徒は最盛期の50％しか残っておらず、都市民が主に信仰したルター主義の信徒が激減しており、シュラフタが受け入れたカルヴァン主義と反三位一体主義がプロテスタント内で主流となっていた。共和国において宗教戦争が起きず、国家が国教であるローマ・カトリック教会と協同して少数派の宗派を根絶ないし抑圧する動きが無かったのは、当時のヨーロッパの基準からすればかなり不可解な現象だった。この原因として、小作農などの住民の大部分がプロテスタントへの改宗に消極的であり、国王が親カトリック的立場をとり、一旦は宗教的解放が実現した貴族階級もプロテスタント運動への参加の度合いが低く、プロテスタント運動に内部分裂が存在していて、カトリック教会のプロパガンダが熱心に展開されていたことなどが挙げられる。プロテスタント運動が、カトリックの巻き返し時期には既に自然な形で衰えを見せていたのである。また、大学などのアカデミズムがカトリック教徒の人々によって運営されており、ポーランドではルネサンス時代前後から自由主義の気風を持つ先進的知識人の多くがカトリック教徒の内から次々と輩出されていたことも原因であり、16世紀半ばまではカトリック最右翼のイエズス会の勢力がまだポーランドに根を下ろしていなかった。
プロテスタントとカトリックの両陣営の間のイデオロギー闘争は、当初は共和国の知的生活をより豊かにするものだった。カトリック教会はトリエント公会議で方向性を決め、1577年には公会議の方針をポーランドの全教会に公的に受け入れさせたが、1589年以後は17世紀を通じて方針が実施継続が差し止められていた。ポーランドのカトリック教会の上層では意見の多様性を認める自由主義が主流であった。初期の対抗宗教改革は下級聖職者たちの間で始まり、1551年からはヴァルミャの司教スタニスワフ・ホジュシュによって採用された。ホジュシュの運動は当時の教会内では全くの孤立無援であったが、彼は熱心な改革者だった。17世紀に入ると、ローマで教育を受けた多くの司教たちが共和国の各教区に配属されて対抗改革を実行するようになり、対抗宗教改革の運動は急速に教化されていった。

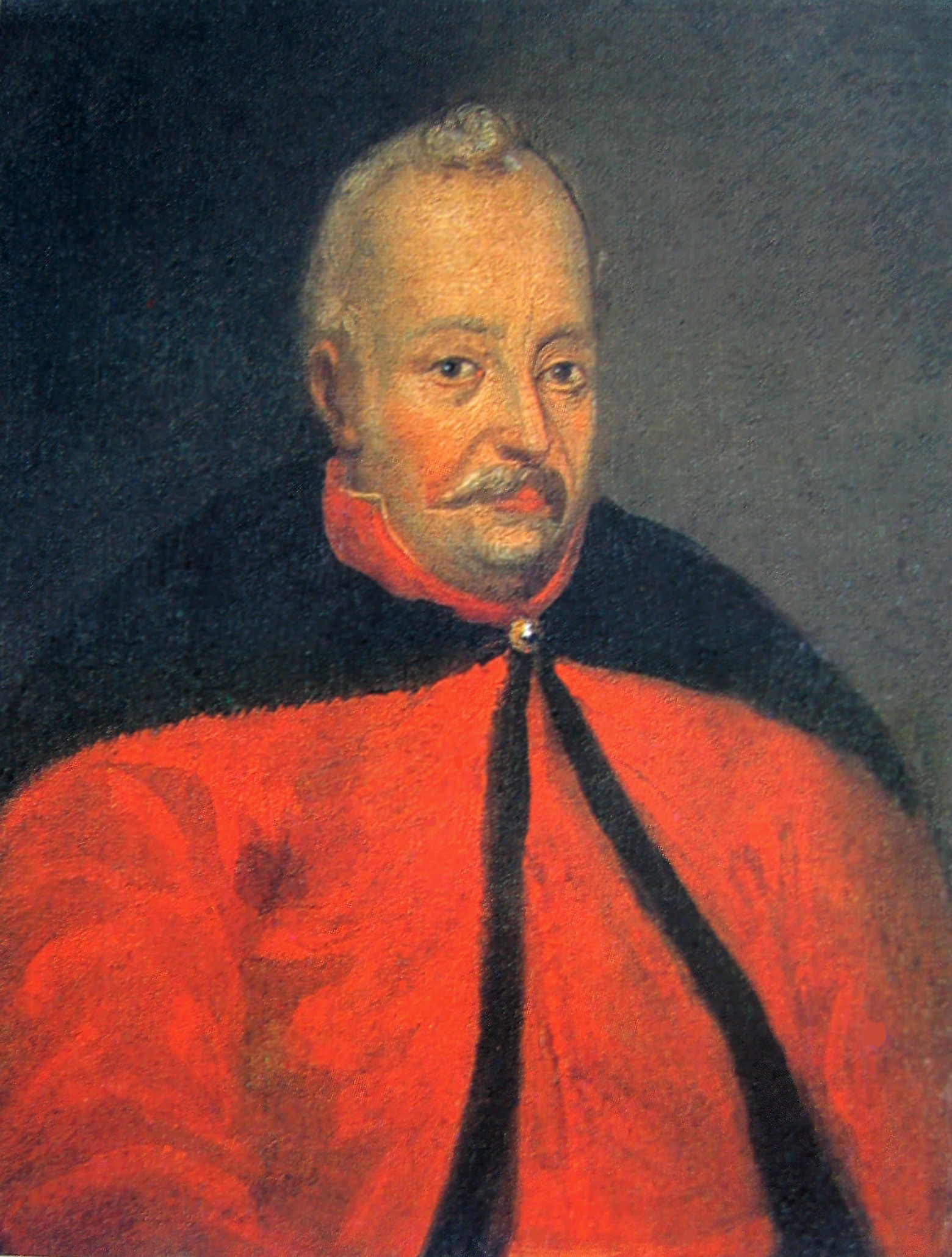
ヤン・ザモイスキ

ホジュシュはポーランドにイエズス会を呼び寄せ、1564年にはブラニェヴォに同会に運営させるためのコレギウムを設立した。続いて、多くのイエズス会の教育機関と拠点が、主にプロテスタント運動の中心地となっていた地域の周辺に設置された。イエズス会の聖職者たちは厳格に選別され、十分に教育され、そして貴族階級か市民層の出身だった。同会は国王の宮廷に強い影響力を持つ一方で、全社会集団に熱心な働きかけを行った。イエズス会の教育プログラムと対抗宗教改革のプロパガンダは印刷物・版画などの新しいメディアを利用する戦略を採用し、特定の聴衆にはしばしば慣習通りの形式で語りかける一方で、人文主義教育では革新的な手法を採用した。説教師のピョトル・スカルガと、聖書のポーランド語訳を手掛けたヤクプ・ヴュイェクは、この時代のイエズス会士たちの中で最も有名な人物たちである。
カトリック教会はプロテスタントに対抗して人々を引き寄せるために、自らをポーランド化された国民教会とする理念を生みだし、様々な民族的要素を取り入れた共和国におけるカトリック教会の国民化は、人々にとってカトリック教会をより受け入れやすく魅力的にした。教会の上層部もこの理念に協賛していた。17世紀の間に続いた変化は、続く世紀におけるポーランド・カトリシズムの性格を決定づけた。
しかし対抗宗教改革も17世紀に入ると全盛期を過ぎた。この時期はジグムント3世の治世初期にあたり、国王はイエズス会と幾つかの教会派閥と組んで王権強化改革を試みていた。国王は高級官職に与れる者をカトリックのみに制限しようとし、反プロテスタント暴動が数都市で発生した。1606年にゼブジドフスキの反乱が起きると、プロテスタントたちは大挙して反国王派の味方についた。しかし、シュラフタたちのカトリックへの大量改宗の流れが止まることはなかった。
共和国の東部に住んでいた東方正教会のキリスト教徒たちとの同盟を結ぼうとしたプロテスタントの運動が失敗に終わると、プロテスタント勢力は没落していった。ポーランドのカトリック指導層は東方教会との合同の機会を見逃さなかったが、その最終的な目標は東方典礼教会をローマ教皇に服従させること（そもそも、東西教会の分裂は教皇権の支配欲が引き起こしたものだった）、そして共和国をカトリック権力の中心にすることだった。当時、東方典礼教会の司教たちの最高権威であるコンスタンティノープル総主教座がオスマン帝国との深刻な紛争を引き起こしており、また1598年にモスクワ総主教座が創設されてその権威を主張し始めたため、正教会の指導層たちは危うい立場にあった。合同構想はジグムント3世や共和国東部の貴族たちに支持された。しかし東方正教会では、教会と俗人の指導層との間で合同に関する意見が分裂していた。

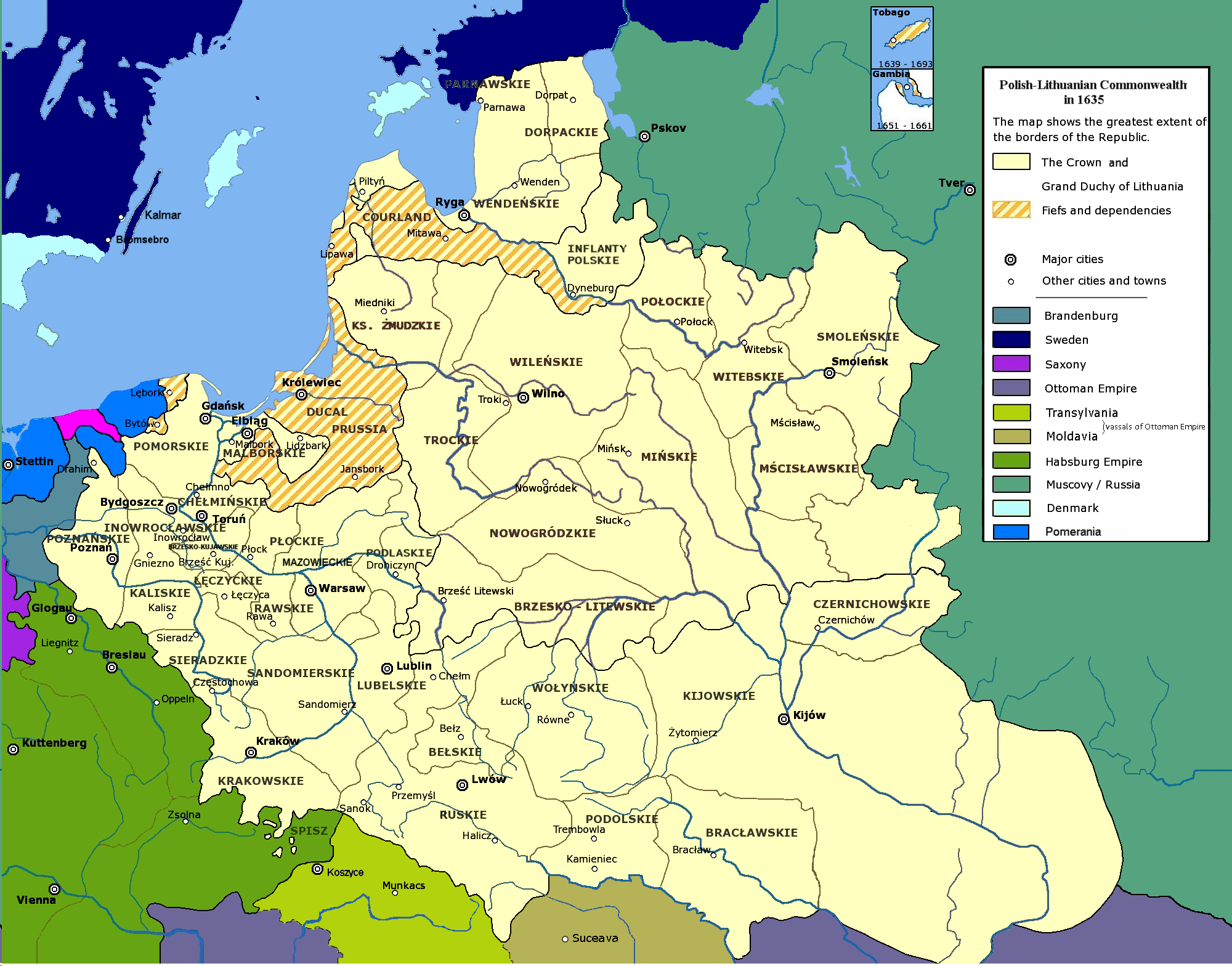
1635年、ポリャノフカ条約締結後のポーランド・リトアニア共和国

1595年から1596年にかけて、ブレスト合同に関する条約の交渉がなされ、正式に結論と合意が成立した。ローマ・カトリックと東方正教会の合同は実現しなかったが、東方典礼カトリック教会（ギリシア・カトリック教会）の一つであるユニエイト教会が成立した。ビザンティン典礼を採用する新教会は、教皇の首位権を認めるものの、東方典礼を多くの面で残したという特徴があった。この妥協による合同は当初から問題を抱えており、ギリシア・カトリックの司教たちは、ローマ・カトリックの司教たちのようにセナト（元老院）に席を占めることを許されず、また東方典礼に加わっている者はローマ・カトリック教徒と同格とは扱われなかったため、合同に参加した人々は失望を味わうことになった。
共和国のベラルーシ人とウクライナ人の社会（ルテニア）では、未だに東方正教会が最も重要な宗教的権威であったため、ブレスト合同によって彼らの共同体内には対立が生じた。既に明確化していた民族的、階級的な亀裂に、「宗教」という新たな内部抗争の火種が加わったことは、共和国を平和からさらに遠ざけた。「非合同派」の烙印を押されて法的な地位と身分を剥奪された東方正教徒の貴族たちは、コンスタンティ・ヴァシーリ・オストログスキを指導者として権利回復のための運動を開始した。結果として、1607年、1609年および1635年のセイムが公布した法令によって正教会信仰は再び認められ、2つの東方系教会の一方としてユニエイト教会と平等な地位を与えられた。正教会の職階級および教会行政構造の復活は極めて困難だった。（指導すべき司教の大半がユニエイトに移っていた）正教会復興はヴワディスワフ4世の統治期に当たっていたが、彼の治世に正教徒貴族たちの多くがカトリックに改宗したため、正教会の指導権は、信徒会によって組織された都市民や、東部で力を持ち始めていたコサック戦士層の手に渡った。キエフの府主教ペトロー・モヒラが精力的に正教会の再建と改革に努めた。

### バロック期の文化

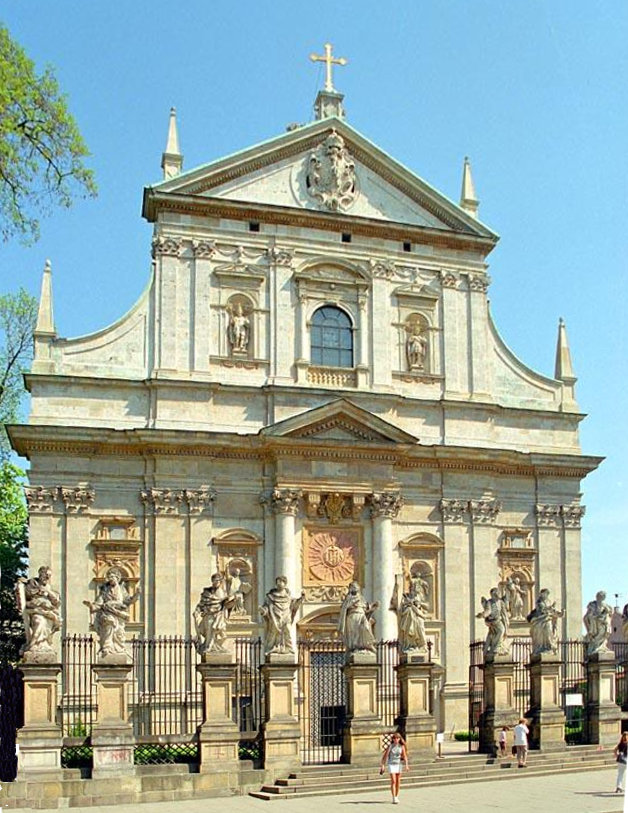
初期バロック様式の聖ペテロ・パウロ教会、クラクフ

ポーランド文化では1580年代からバロック様式が支配的になり、ルネサンスの業績に続く形で現れ、18世紀半ばまでルネサンス様式と共存した。初期バロックの芸術家や知識人たちは、ルネサンスとバロックという二つに引き裂かれた互いに拮抗する世界観を抱いた。しかしすぐに対抗宗教改革で、中世的伝統を喚起して世界観を画一的で拘束的なものに変え、教育やその他の文化に検閲を設け（1617年から禁書目録がポーランドでも導入された）、様々な方法で人々を「改心」させていった。17世紀中葉までに文化面の諸原則は別の形に創りかえられ、オリエンタルなサルマティズムと宗教的熱狂が文化の基調をなした。ルネサンス期の総体的傾向とは対照的に、都市民と貴族との文化領域は乖離していた。ルネサンス期の著作家スタニスワフ・オジェホフスキが、バロック期のシュラフタたちの政治思想の基盤を提供していた。
当時、40ものイエズス会のコレギウム共和国の各地域に散在していた。これらの学校で教育を受けたのはシュラフタ、そしてより身分の低い都市民の子弟だった。王冠領大法官ヤン・ザモイスキは、1594年自らの私領都市ザモシチにアカデミーを設立した。このアカデミーはザモイスキの死後、ギムナジウムとして機能した。ヴァーサ家出身の最初の選挙王2人は、芸術と諸科学のパトロンとなったことで知られる。しかし共和国における科学は、戦乱期の都市民の没落とともに衰退していった。
初期バロック時代、詩人セバスティアン・グラボヴィエツキは形而上学的で神秘主義的な宗教詩を現し、キエティスムの瞑想的な態度を代表した。別のシュラフタ詩人サムエル・トヴァルドフスキは軍事的、歴史的出来事を題材とし、叙事詩ジャンルで活動した。都市の詩人たちは17世紀半ばには極めて活気を示していた。平民詩人たちはルネサンス的な要素を残しつつ既存の社会秩序を批判した。クヤヌィのヤンの詩作は、社会的急進主義ともとれる「毒」を含むものである。モラリストのセバスティアン・クロノヴィチは、ヴィスワ川でラフト（筏）を漕ぐという設定の「フリス」という象徴詩を執筆した。シモン・シモノヴィチは「田園詩」において、一切の美化を拒んで農奴の厳しい生活を描いた。イエズス会士マチェイ・サルビェフスキのラテン語詩。

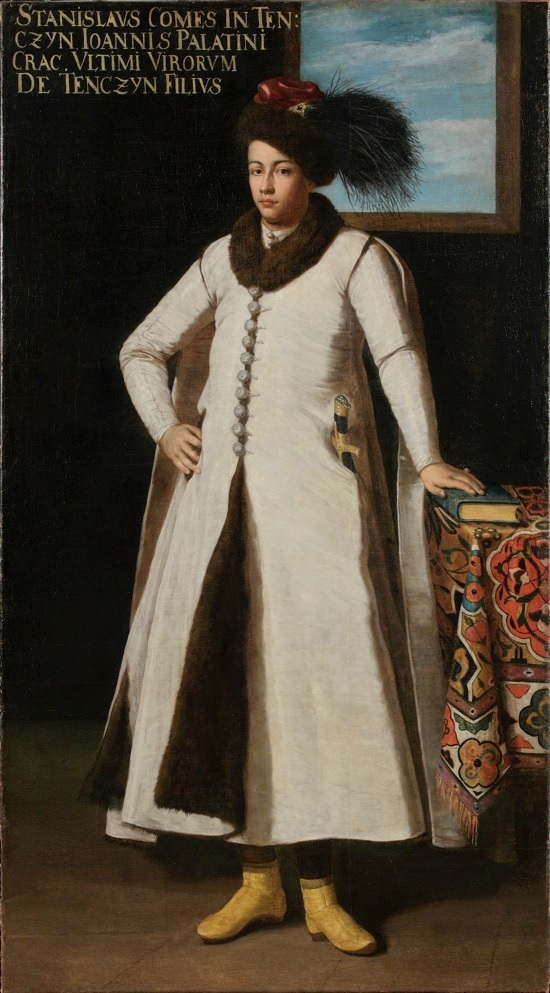
スタニスワフ・テンチンスキ、マグナートの子弟

この時代の著名な散文は、説教師で雄弁家でもあったピョトル・スカルガによって記された。『セイムでの説教』の中でスカルガは貴族と国家を厳しく批判し、強力な王権を持った政治システムの樹立を訴えた。回想録の執筆も17世紀に最も盛んになった。ミコワイ・クシシュトフ・ラジヴィウの『聖地遍歴』と、軍事指導者の一人であるスタニスワフ・ジュウキェフスキの『モスクワ戦争の顛末について』。
バロック芸術の粋の一つと言えるのが演劇である。宗教的動機あるいは倫理的強化目的、そして一般的には民間伝承の具現化のために、様々な種類の演劇が創作され上演された。学校演劇もプロテスタント系やカトリック系の中等学校で盛んに上演されていた。オーケストラ付きの常設宮廷劇場は、1637年にヴワディスワフ4世によってワルシャワ王宮に建設された。主にイタリア人で構成された宮廷の劇団一座は、主にオペラやバレエ演劇を披露した。
音楽は、聖俗両界においてバロック期に発展していった。17世紀以後、高機能の教会パイプオルガンが教会に設置された。その好例はレジャイスクの教会で見ることが出来る。ジグムント3世は各国から集まった6人の音楽家による合奏団を支援していた。このオーケストラとともに音楽活動をしていたのは、アダム・ヤジェンプスキと、その同時代人でジグムント3世とヴワディスワフ4世の宮廷首席指揮者であったマルチン・ミエルチェフスキである。国王秘書官のヤン・アレクサンデル・ゴルチンは、1647年に初心者向けの大衆音楽の教本を出版した。
ヴロツワフ出身のマルチン・コベルは、ステファン・バートリとジグムント3世に仕え、沢山の宮廷人の肖像画を制作した。

### 没落、末期の改革
16世紀以後、ポーランドは何世紀にも渡りタタールと戦争をしていく。南東部の国境地帯は18世紀になるまで常に半戦争状態にあった。この時期、南東部に住む300万人以上がクリミア・ハン国によって拉致され、奴隷として使役されたとする研究者もいる。
東南部に住むウクライナ・コサックの蜂起は、1593年、1626年、1637年-1638年、1648年-1654年と何度か続いていた。最後に起きたフメリニツキーの乱は6年もの間続いた。この時、ウクライナ・ヘトマンの要請を受けて、モスクワ・ロシアがウクライナを保護下においた。これに関する合意は1654年1月のペレヤスラフ条約によって成立した。この事件は新たなロシア・ポーランド戦争を引き起こし、1654年から1667年まで戦争は継続した。戦争の講和はスモレンスク近郊のアンドルソヴォ村でなされ、ウクライナ東部がロシア主権下に帰属し、同地域はコサックたちの自治国家とされた。
14世紀よりリトアニアに住み、イスラームを信仰するリプカ・タタールたちは共和国における貴族軍の一翼を担っていた。1672年、このタタール臣民たちは共和国に対する反乱を起こした。この事件はリプカの反乱として記憶されているが、給与の遅配が原因だった。ヤン3世ソビエスキ王はリプカ・タタールとの誠実な和解に努めた。

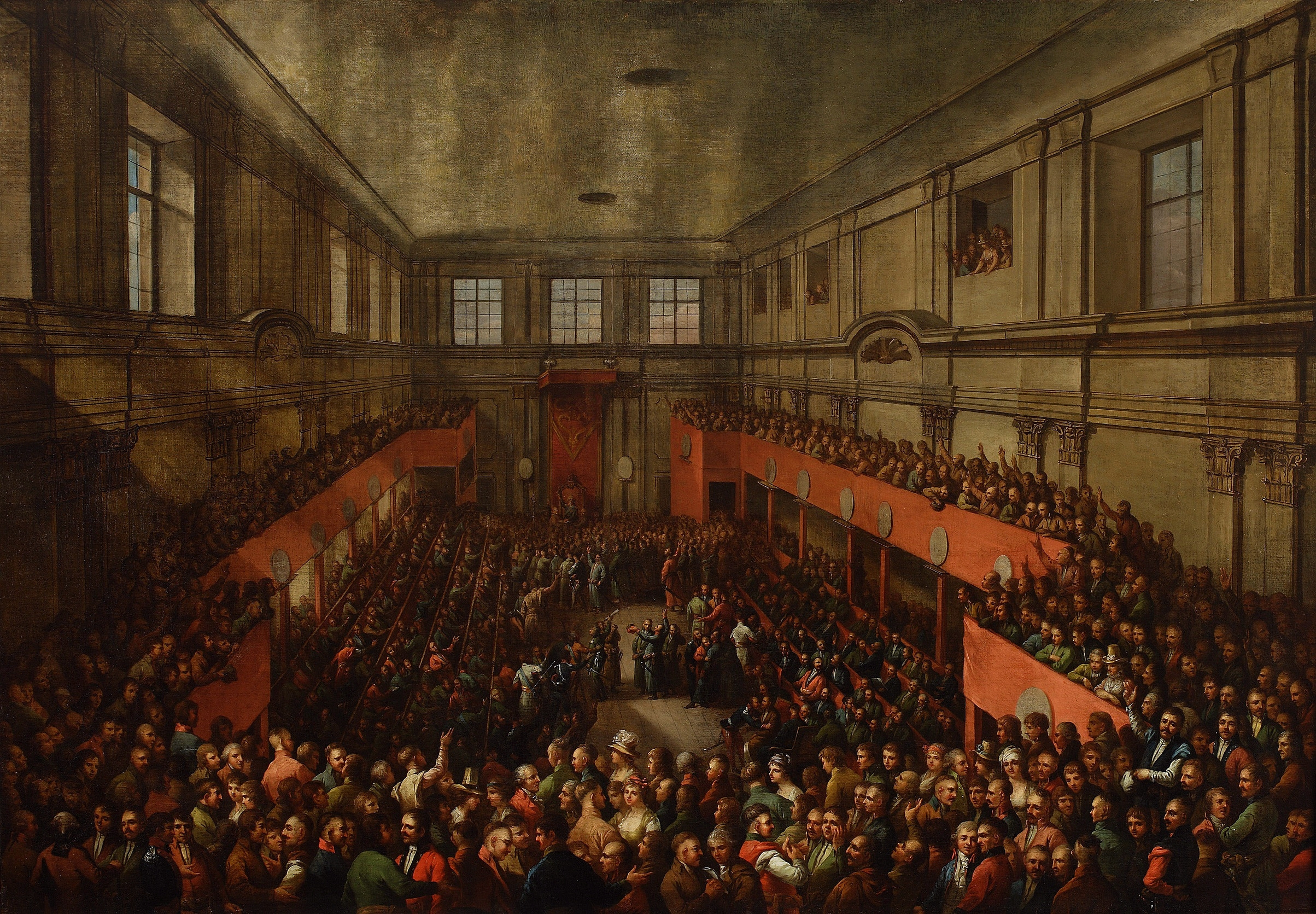
1791年、ワルシャワ王宮において、4年議会が5月3日憲法を採択した場面

ロシア帝国による保護国化に反対したバール連盟戦争（1768年 - 1772年）は、ポーランドの独立を守るための最初の蜂起であり戦争だった。しかし、この蜂起はロシアだけではなく、国内の制度改革を志すスタニスワフ・アウグスト・ポニャトフスキとその支持者をも倒すべき敵とみなしていた。バール連盟は鎮圧され、罰として第1次ポーランド分割が実行に移され、ロシア、プロイセン、オーストリアが共和国の広い地域を獲得した。
18世紀後半にはポーランドにも啓蒙主義の時代が訪れ、改革と国家再生のための運動が、ヨーロッパ最初の成文憲法である5月3日憲法の採択を含む多くの実りある成果を生みだした。改革は共和国を立憲君主制に移行させたが、近隣諸国はこれを危険なものと見なし、また共和国の再強国化を望まなかった。
1792年、共和国が改革を全て実行に移して成果を出す前に、守旧派の貴族たちによる反改革連盟、タルゴヴィツァ連盟の呼びかけに応じたロシア軍による侵攻が始まった。当初この防衛戦争はポーランド軍の善戦もあって優位に進んでいたが、国王スタニスワフ・アウグストはロシアの圧力に屈してタルゴヴィツァ連盟に参加した。ロシア帝国（とプロイセンの2国）はポーランド人の抵抗に第2次ポーランド分割をもって報いた。
1792年の敗北と第2次領土分割は、新たな独立の試みを生みだし、1794年3月にコシチュシュコ蜂起が起きた。しかしこの蜂起も鎮圧され、3つの分割列強による3度目の領土分割の結果、共和国は消滅した。

## 分割されたポーランド

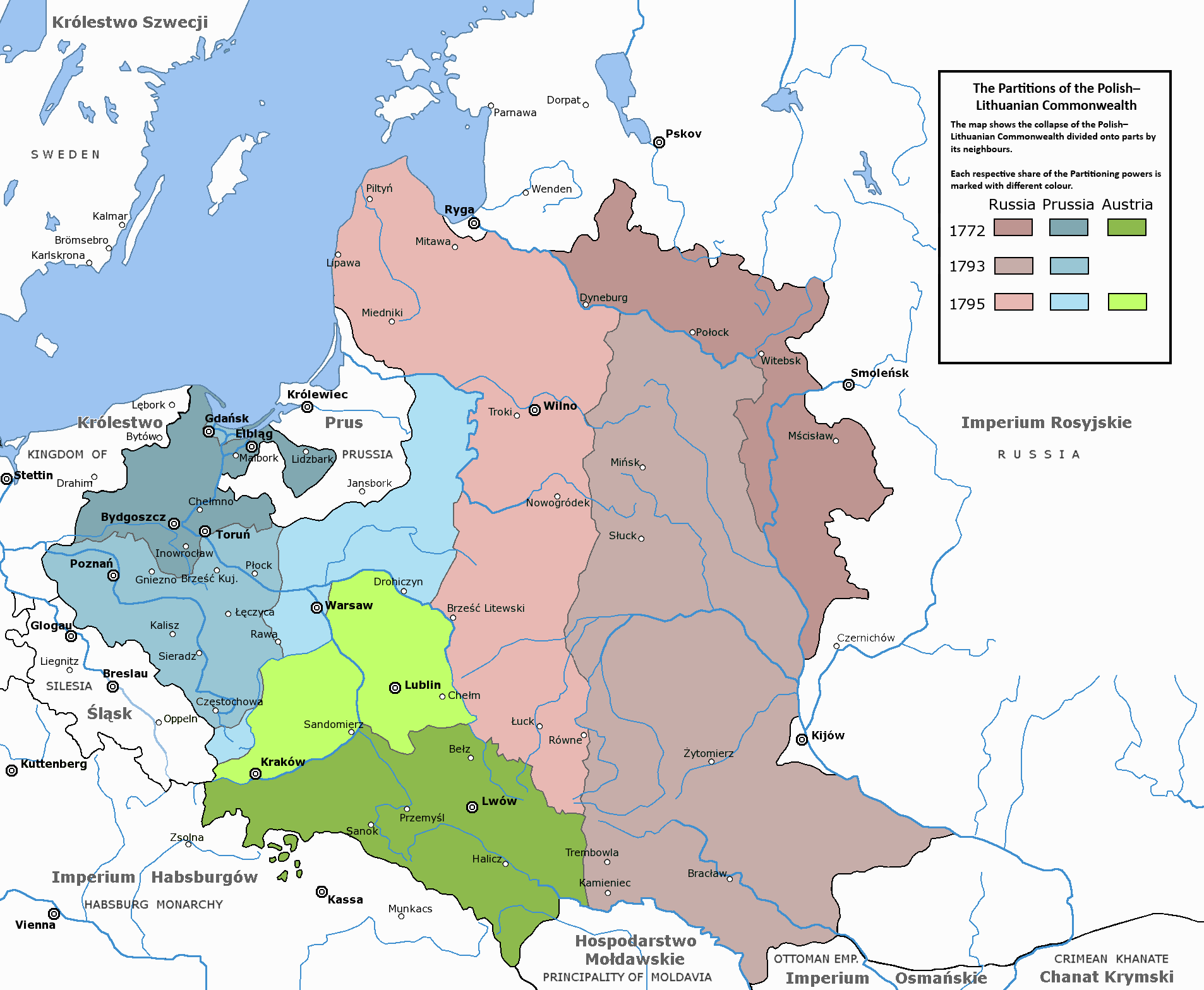
1772年、1793年および1795年のポーランド分割

18世紀に入ると国王選挙に対する外国の干渉が深刻になり、大北方戦争やポーランド継承戦争（1733年 - 1735年）を始めとする戦争や内戦が繰り返されるようになった。ポーランドに隣接するロシア帝国、プロイセン王国、オーストリアの三強国は、ポーランドの衰退をみて1772年、1793年、1795年の三度に渡ってポーランド分割を行った。ロシアが旧リトアニア大公国とウクライナ、オーストリアがガリツィア（現ウクライナ西部・ポーランド最南部）を獲得し、西部はプロイセンが併合した。三度目の分割でポーランド王国の領土は完全に3国に併合し尽くされ、ポーランド王国は消滅する。最後の分割を前に1794年、タデウシュ・コシチュシュコ率いる蜂起軍が決起したのを始め、ポーランドではたびたび独立の回復を求める民族蜂起が起こったが、いずれも失敗に終わった。
ナポレオン戦争中の1807年にはナポレオンによってワルシャワ公国が建国された。貴族共和制の復活を望む一部のポーランド人は公国を支持したが、実態はフランス帝国の衛星国に過ぎなかった。1815年、ウィーン議定書に基づきワルシャワ公国は解体され、その4分の3をロシア皇帝の領土とした上で、ロシア皇帝が国王を兼務するポーランド立憲王国を成立させた。南部の都市クラクフとその周辺は、クラクフ共和国として一定の自治が容認された。西部はポズナン大公国としてプロイセンの支配下におかれた。
ポーランドの民族主義者たちは名ばかりの王国を真に独立させることを目指して運動と蜂起を繰り返すがロシア軍によって鎮圧された。ポーランドの独立を恐れたロシアは王国におけるポーランド語の使用を制限してロシア化政策を推し進めたが、それでも次第に独立を求めるポーランド人民族意識は高まっていった。現在のポーランドの国歌である、ドンブロフスキのマズルカが作曲されたのはこの頃である。

## 第二共和国

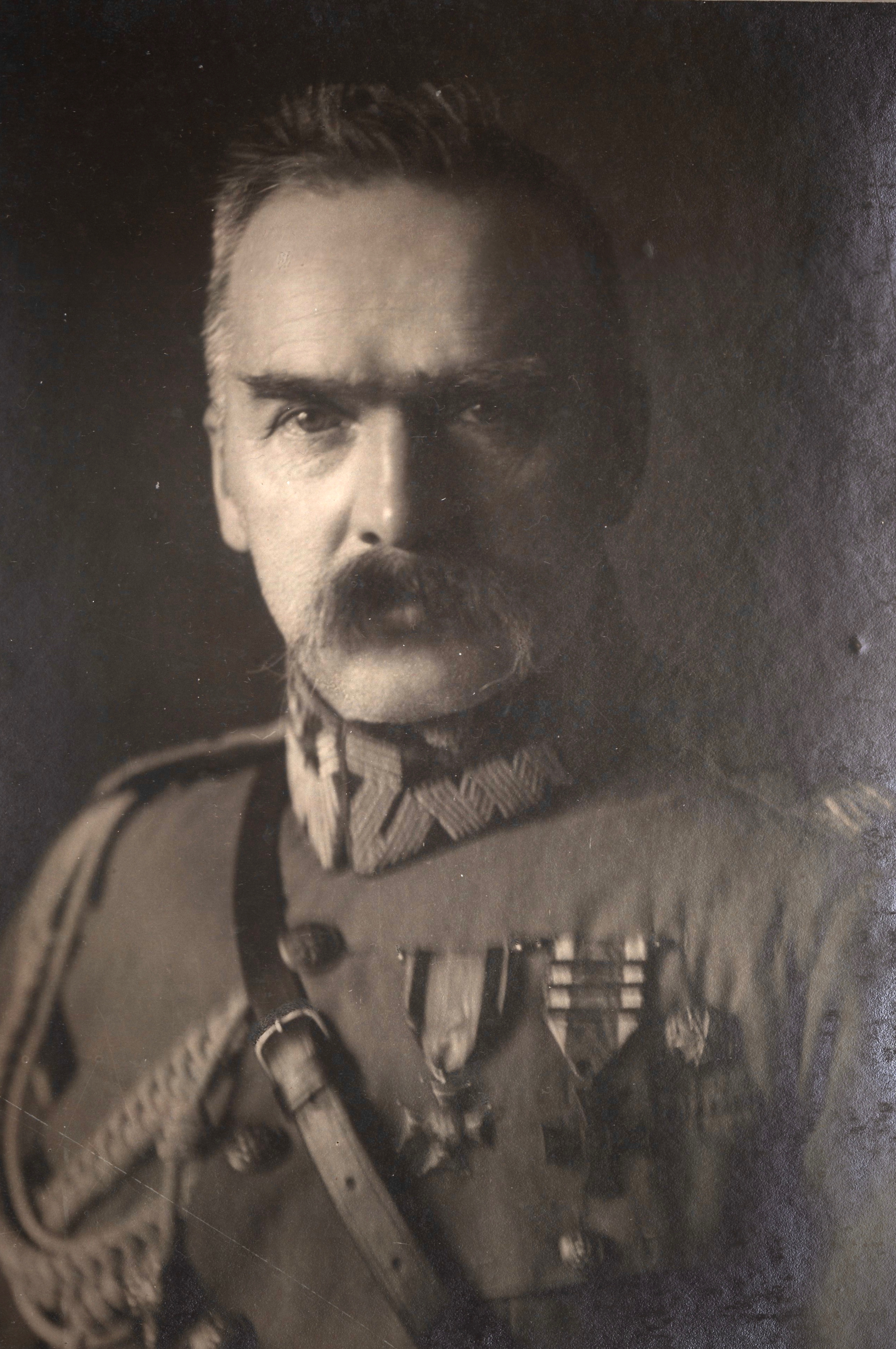
ユゼフ・ピウスツキ（1867年 - 1935年）ポーランド共和国初代元首。
ロシアの統治下でポーランド社会党を組織し、武力闘争を挑んだ。第一次世界大戦時には私設軍隊を率いて救国の英雄となった。

第一次世界大戦中の1917年にロシア革命が起こると、事態は一変した。ロシア革命政府はドイツ帝国とブレスト＝リトフスク条約を結んでポーランド、リトアニアなど西部領土の領有権を放棄し、さらに1918年にドイツでも革命が起こり、連合国に降伏してドイツ帝国は崩壊した。これにより権力の空白が生じたポーランドは、アメリカ大統領ウィルソンの提唱した十四か条の平和原則に基づき、独立を回復することになった。
また英・仏両国も慎重ながら原則的にポーランドの独立支持に踏み切った。
1918年11月、大戦中にドイツと対立して収監されていたユゼフ・ピウスツキが釈放され、彼を国家元首とするポーランド共和国（第二共和国）の独立が宣言された。
1919年のヴェルサイユ条約では敗北した旧ドイツ帝国からポズナニ・西プロイセンを獲得、また東プロイセンがドイツ領に残された代わりに海への出口として「ポーランド回廊」を割譲されたが、外港のグダニスク（ダンツィヒ）は国際連盟管理地域として自由都市ダンツィヒとなり、港湾使用権を認められた。
国境が画定していなかったポーランド東部では、ピウスツキは実力行使に訴えた。まずは東ガリツィアの西ウクライナ人民共和国を倒し、リトアニア、ベラルーシにも軍を進めた。さらにヤギェウォ理念（対ロシア東ヨーロッパ連合）の構想のもとでポーランド・ソヴィエト戦争を引き起こし、当初はウクライナのキエフまで至った。その後、ソヴィエト・ロシア政権のトゥハチェフスキー率いる赤軍が反撃に出てポーランド領のワルシャワ近郊まで逆に攻め込まれたが、これに対して、社会主義革命の拡大を恐れて対ソ干渉戦争を行っていた欧米、とりわけフランスがポーランドへ援助を行い、ポーランド軍は赤軍を押し返すことに成功。翌年にリガ条約で停戦した。この結果、現在のウクライナおよびベラルーシの西部を獲得した。ポーランド西部国境では、民衆蜂起などによって一部のヴェルサイユ条約などに基づく決定を変更させた。ポズナン地方におけるヴィエルコポルスキ蜂起や上シロンスク地方での蜂起などがその例であり、1923年に連合国は実効支配下の地域をポーランド領と認めた。
1921年に定められた憲法は、フランス第三共和国憲法を模範とした立法府が行政府より強いものであった。この憲法下では政党政治が重視され、国家元首の権力が制限されるため、ピウスツキは、1922年に国家元首職を引退した。 

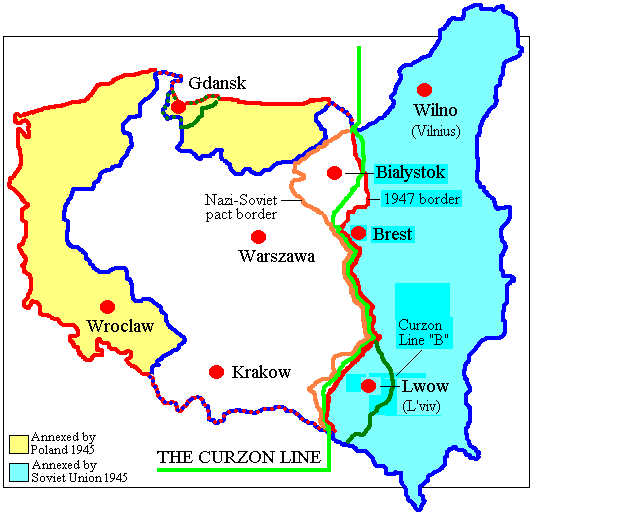
ポーランド国境の推移（1918年 - 2005年） 緑色の線（CURZON LINE、カーゾン線）は第一次世界大戦後に定められたポーランド・ロシア国境。ソビエト・ポーランド戦争の結果、リガ条約により空色で示した領域をソビエトから獲得、青色の線で示した国境が画定した。オレンジ色の線は独ソ不可侵条約の秘密議定書で定められたポーランドを分割するライン。赤が第二次世界大戦後のポーランド国境。ポーランドは空色で示した領域をソ連に譲り、黄色で示したドイツ領を得た

戦間期当初のポーランド外交は、親フランス、反ドイツ政策をとった。しかし、ドイツとソヴィエト政権はラパロ条約を結び、フランスは左派政権成立後にドイツと接近した。ロカルノ条約ではドイツ・ポーランド国境についての保障がなく、情勢はポーランドに不利であった。国境問題などから対独関係は改善されず、逆に関税戦争が勃発してポーランド経済を混乱させた。
こうした状況下で、ピウスツキは1926年にクーデターを起こして政権を奪取（五月クーデタ）したが、首相職はバルテルに任せ、大統領選挙に勝利したものの就任せずにその職をモシチツキに委ねた。憲法改正を行って立法府の権力を抑え、行政府の権限を強化した。この間、ピウスツキは国防相として軍政改革に努めた。この時期はヨーロッパ経済の回復期であり、ポーランド経済も発展へ向かった。
1928年、親ピウスツキ派は、「サナツィア（浄化）」と称する勢力を形成したが、明確な政策を掲げることはなかった。世界恐慌後の1930年、ピウスツキは自ら内閣を組織した上で、国会を解散させて選挙を行った。この選挙では反ピウスツキ勢力が政府から弾圧を受けたこともあり、ピウスツキ派の大勝に終わった。しかし、再びピウスツキは首相職から離れ、大佐たちに交代で首相を務めさせた。歴代首相はピウスツキの意向を諮りつつ政治を行った。
ピウスツキ政権は大衆の支持と軍部を権力の基盤とする権威主義体制であり、側近の軍人を重用する側近政治を行った。しかしながら、諸政党と議会の弾圧はみられたものの、野党や反政府団体の活動自体は認められていた。急進的な反ユダヤ主義にも反対の姿勢をとり続けた。
外交政策については、従来までの反独・反ソ・親仏政策を、徐々に転じることになった。ソ連・ポーランド不可侵条約を結び、ヒトラー政権ともドイツ・ポーランド不可侵条約を結んだ。この外交政策は、東欧諸国との連携を通じドイツの牽制を図ったフランス外交を挫けさせることになった。ピウスツキが1935年に死亡すると、ピウスツキ体制のもとで重用された大佐グループは徐々に権力から追われたが、ピウスツキの側近ベックは引き続き外交を担い続けた。

## 第二次世界大戦

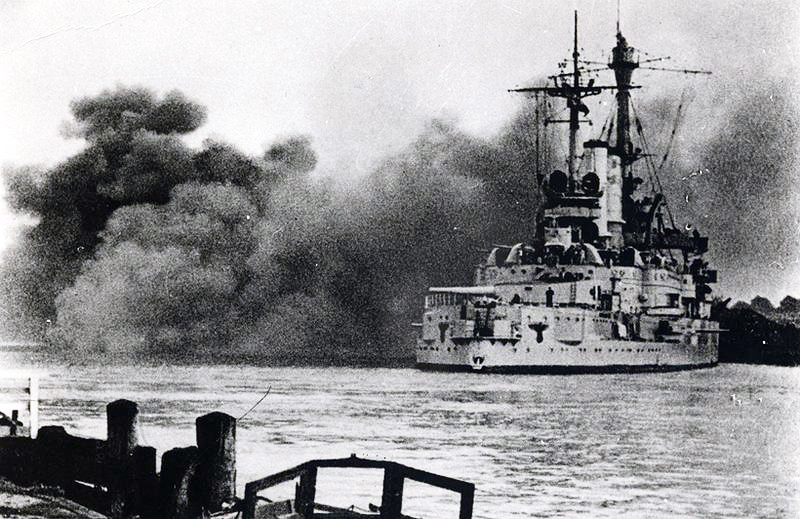
1939年9月1日、ヴェステルプラッテを爆撃するドイツ戦艦「シュレスヴィヒ＝ホルシュタイン」

1935年にピウスツキが没した頃には、西のドイツではアドルフ・ヒトラー率いるナチスが政権を握っており、その軍備増強がポーランドの脅威となっていた。1939年3月15日にナチス・ドイツがチェコスロバキアを解体併合すると、ポーランドはイギリス、フランスと同盟を結んでこれを牽制した。1939年8月、独ソ間で独ソ不可侵条約が結ばれ、独ソ両国によるポーランド侵攻は秘密議定書による黙認の元行われた。これ以前にドイツはポーランドと事前交渉を行なうが、ヒトラーの要望（両国間で長年続く領土問題の解決、ソ連侵略後の獲得ソ連領土分配率、両国の少数民族、ソ連影響下国家とならない）に関しポーランド側は拒否、交渉は亀裂する。(詳細は en:Greater Germanic Reich#Poland)
。イギリスとフランスは直ちにドイツに宣戦布告し、第二次世界大戦が勃発した。
ポーランド戦では、最新兵器を装備した近代的な機甲部隊を中心とするドイツ軍に対し、偵察部隊などに騎兵を依然として多く残し機械化の遅れていたポーランド軍は不利な戦いを強いられ、友好関係にあった英仏両国もドイツとの全面戦争を恐れて、本格的な戦闘行為には踏み切れず傍観する事に終始した。9月17日には、ドイツとポーランド分割の密約を結んでいたソビエト連邦が東部地域に侵攻して、1ヶ月足らずでポーランドのほとんど全土が分割占領された。脱出したポーランド人はパリに亡命政府を建て、パリ陥落後はロンドンを根拠地にした。

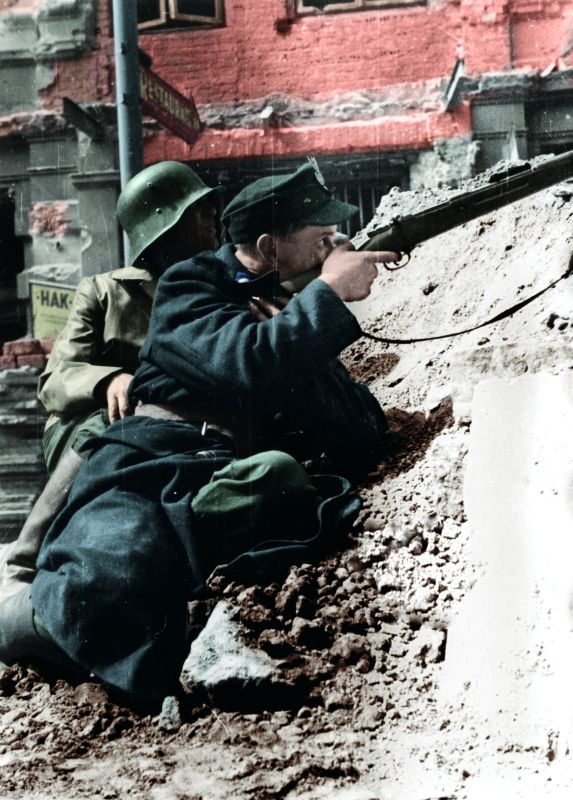
ワルシャワ蜂起に参加した国内軍兵士

ソ連の占領下では、100万人以上がシベリアや中央アジアに強制移住させられた。NKVD（ソ連の内務省、秘密警察）はポーランドの軍人・将校・官僚など2万1千人を超える捕虜を射殺した（カティンの森事件）。ソ連は、ドイツの隠蔽と公表、亡命政府はこの発表の受け入れを拒否。これを契機にスターリンは亡命政府と外交を断絶した。恐怖政治が敷かれる一方で、ソ連に協力的なポーランド人は積極的に軍に採用され、ポーランド人部隊が編成された。
ドイツの占領下でポーランドはソ連を上回る厳しい占領行政のもとに置かれ、反ドイツ的なポーランド人たちに弾圧が加えられた。1941年にはドイツ軍がソ連支配圏に侵攻して独ソ戦が始まり、緒戦のドイツの勝利によりポーランドの全土がドイツの支配下に置かれた。ポーランド国内では英仏を後ろ盾とする亡命政府系の反ドイツ運動とは別に、ソ連を後ろ盾とする共産主義系パルチザンの人民軍が蜂起してドイツ軍に抵抗し、大戦中のポーランド人の犠牲者は数百万人を数えた。また、中世のポーランド王国のもとでヨーロッパやロシアから数多くのユダヤ人（主にアシュケナジム）が流入しており、ポーランドはヨーロッパでも最大規模のユダヤ人を抱える国であったが、彼らはアウシュヴィッツなどの強制収容所に収監され、1944年までにユダヤ人人口300万人の約9割が殺害された（ホロコースト）。
独ソ戦でソ連が反撃に転ずるとドイツ占領地域はソ連軍によって解放されていった。1944年8月にソ連軍の呼びかけによりレジスタンスポーランド国内軍やワルシャワ市民が蜂起するワルシャワ蜂起が起こったが、亡命政府系の武装蜂起であったためにソ連軍が救援せず、約20万人が死亡して蜂起は失敗に終わった。
1945年にポーランドはソ連の占領下に置かれた。ポツダム会談の決定によって新たにポーランド共和国に定められた領土は、東部のウクライナ・ベラルーシ西部をソ連に割譲し、代わりにオドラ川以西のドイツ領であるシロンスクなどを与えられるというものであった。失った東部領は新たに得た西部領の2倍に及び、東を追われたポーランド人が旧ドイツ領から追放されたドイツ人の代わりに西部に住み着く人口の大移動が起こった。1944年-1947年、反ユダヤ運動。
1945年7月、ポーランドはチェコスロバキア（現スロバキア）のOravaとSpišを占拠。 1918年から続くポーランド、チェコスロバキア国境紛争の一連。赤軍が1945年1月にこの国境エリアを解放、後にポーランド軍が侵略した。

## ポーランド人民共和国

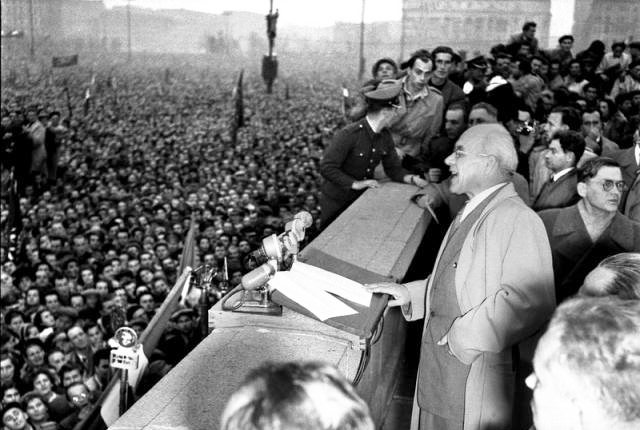
数十万人の群衆の前で演説をする人気絶頂時代のヴワディスワフ・ゴムウカ。（1956年、ポズナニ暴動直後。経済の自由化に向けた決意を述べ、労働者に対し職場での生産活動に励むよう訴えている）。

第二次大戦終結後の1945年、ロンドン亡命政府とソビエト共産主義系のルブリン委員会は対立しており、同年4月のサンフランシスコ会議では国家としての意思表示ができない状態であったが、同年6月に両政府は合同し、国民統一臨時政府が成立した。この結果同年10月の国際連合発足時には原加盟国として参加することとなる。ソ連はポーランドの国内及び外交政策に対し多大なる影響を持ち、自国の軍隊「赤軍」をポーランドに駐在させた。ルブリン政権発足当初は、ボレスワフ・ビェルト (ソ連のNKVDエージェント)が国家法議会議長に就任し、労働者党書記長をヴワディスワフ・ゴムウカが勤めた。傀儡政権として支配された。次第に共産主義系の勢力が政府の実権を握るようになり、亡命政府系の政治家は亡命や逮捕、多くは処刑された。1948年、ソ連の後援で共産主義のポーランド労働者党と非共産主義のポーランド社会党左派が合同し、マルクス・レーニン主義の共産主義であるポーランド統一労働者党（略称:PZPR）を創り、事実上の一党独裁政体へ移行した。ソ連の衛星国とし、農業の集団化など、ソ連型の経済政策を次々に導入した。1952年には共産主義憲法を制定して国名をポーランド人民共和国に改めた。このようにして、マルクス・レーニン主義の共産主義国家が成立した。
1956年にソ連でフルシチョフによるスターリン批判が行われるとポーランドでも国民が動揺しポズナニで労働者の暴動が起こったが、これをきっかけにヴワディスワフ・ゴムウカが共産党第一書記に就任し、彼のもとで自由化が進められた。政権発足当初のゴムウカは戦前のピウスツキに匹敵するほどの高い人気を集めた。しかしゴムウカは徐々に保守化し、1968年にはチェコ事件においてソ連と行動を共にしたことから自由を求める国民の信頼を失った。
1970年、賃金問題から発生したグダニスク暴動の責任を問われたゴムウカは失脚し、代わってエドヴァルト・ギエレク（Edward Gierek ）が就任した。ギエレクは、工場整備と食料輸入を行なう事で経済回復計画とし、西側諸国の主にアメリカと西ドイツから莫大な借金をした。一時期、経済成長したが、無計画な経済政策は急激で膨大な食品価格のインフレを招き、これにより暴力的なプロテストが各地に広まり多数の死者が続出、軍が出動し暴動鎮圧し終了した。莫大な債務を作り出し、その余波は今日にまでに及ぶ。この経済成長は、1973年のエネルギー危機により終了した。

### 共産主義の崩壊

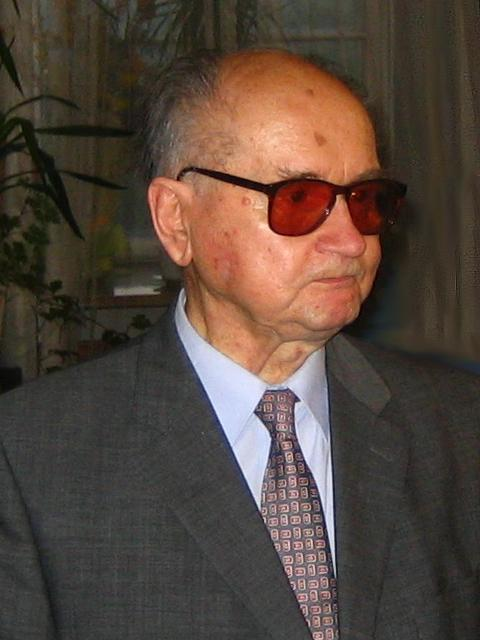
戒厳令を布告したヴォイチェフ・ヤルゼルスキ

1980年、政府による食肉価格の値上げを発端として全国的な労働者のストライキが起こり、これをきっかけに東側共産主義国で初めての自主管理労働組合である「連帯」が結成された。「連帯」は電気技師レフ・ヴァウェンサ（ワレサ）を指導者として瞬く間に勢力を拡大した。ポーランド統一労働者党は凋落し、党員300万人の約3分の1が離党した:368-372。
ソ連はスースロフ委員会を設置してポーランド情勢を分析し、軍事介入の可能性をちらつかせることでポーランドの反体制派を含め西側諸国を牽制する戦略をとった。1981年4月にブレストで行われたソ連との秘密会談で、ポーランドの代表は戒厳令の実施を約束させられ、12月にヴォイチェフ・ヤルゼルスキが首相と党第一書記を兼任して戒厳令をひいた。ヤルゼルスキは戒厳令の失敗時にソ連の軍事支援を期待していたが、国際世論を気にしていたソ連は実際に介入する意思を持たなかった。
1981年-1983年、ポーランドの戒厳令の期間に政府は反政府を潰す為に戒厳を導入、市民の通常の生活は劇的に制限され、数千人のジャーナリストや反対勢力活動家は投獄、他100人ほど抹殺された。夜間外出禁止令、国境封鎖、空港閉鎖、電話回線の遮断、政府による郵便物内容検査などが執行。軍裁判所は、偽造情報発信者達を逮捕した。
戒厳令後も、市民の自由権は酷く制限された。軍事政権により価格は引き上げられ、深刻な経済危機となる。
経済危機は、主な食料・日用品・生活必需品・物資の配給制となり平均所得は40%下落した。西洋の娯楽品の入手は非常に厳しかったが、それも一層困難化した。
1984年10月、政府批判を行っていたポピュウシュコ神父が内務省職員により暗殺される事件がおきた。ポーランドの全教会が追悼ミサを行い、葬儀には十数万人が参列した。ヤルゼルスキ政権は事件を非難し犯人を逮捕したが、政権が受けた打撃は大きかった:375-376。
ただし現在のポーランドの人々の間では、不穏な国内外情勢に対応していた1981年当時のポーランド政府に関する再評価の流れが定着しており、2010年に行われた調査では41%もの国民があの戒厳令を（必ずしも積極的ではないにせよ）支持していることが判明している。（33%が戒厳令に否定的見解を示しており、27%が「どちらともいえない」と回答。したがって「あの戒厳令に否定的見解を持っていない」人々の割合は67-68%となる）。
ヤルゼルスキ政権は体制を維持したまま経済改革を進めて事態を収拾しようとしたが、成果は上がらなかった。1980年代後半にソ連でゴルバチョフ政権が誕生しペレストロイカに入ったことは政権側の改革への動きを後押しし、ヤルゼルスキは改革の推進のため反体制側との協力を決意しポーランドの民主化運動が始まった。1989年2月6日より与党側と野党（「連帯」）側との対話が「円卓会議」を通じて行われ、4月5日に合意文書が調印された。これにより「連帯」は合法化され、共産党政権下での市民的自由が認められた。また、この合意を踏まえて、大統領制の復活や、上院議会の創設などを規定した憲法改正案がまもなく可決された。
1989年6月18日には部分的自由選挙が行われた。統一労働者党に有利な選挙規定だったにもかかわらず統一労働者党は惨敗、「連帯」が勝利を収めた。大統領にはヤルゼルスキが就任したものの、首相を共産党のキンシャクに定めると与党内で対立が生じ、統一農民党と民主党が「連帯」のタデウシュ・マゾヴィエツキを首相に推した。こうして、1989年9月7日には非共産主義系の首相による連立政権であるマゾヴィエツキ内閣が発足する。ただし、大統領は引き続きヤルゼルスキだったことや、閣僚には旧共産系の人材も含まれたことから、旧共産系勢力と完全な対立姿勢をとったわけではなかった。1989年12月29日、憲法が改正されて共産主義国家における指導的役割が否定された。市民的諸自由が規定され、国名はポーランド人民共和国からポーランド共和国へと変更された。

## 第三共和国
1989年9月7日、非共産主義政府のポーランド共和国（現在）が成立した。マゾヴィエツキ政権は民主化を進める一方で、同年末にはインフレが900％に及んだ。蔵相に大学教授のバルツェロヴィチを起用し、「バルツェロヴィチ計画」を通じて急速に計画経済から市場経済への移行を図った。いわゆるショック療法に近いこの政策は、生産の減少や失業者の激増などの問題を生み、他国の政府や銀行からの借金が423億ドル(GDPの64.8%) まで増加、国際通貨基金(IMF)から10億ドル借り入れ、諸外国から経済支援を長期的に受けている。1995年までには共産党時代の生産水準を回復させた。しかし、「連帯」内での路線対立が徐々に顕在化し始め、ヴァウェンサはヤルゼルスキ大統領とマゾヴィエツキ首相の方針を批判し始めるに至った。1990年に行われた大統領選挙ではヴァウェンサが当選したが「連帯」は分裂し、1991年の下院選挙では小党が乱立して、短命な中道・右派の連立政権が続いた。1993年、内閣の不信任に伴って行われた総選挙では旧共産党系の民主左翼同盟が勝利し、1995年の大統領選挙では民主左翼同盟のアレクサンデル・クファシニェフスキ（クワシニェフスキ）がヴァウェンサを破って当選した。その間、1993年に法学者のハンナ・スホツカが同国初の女性首相を務めている（スホツカは現在は駐バチカンおよび駐マルタ騎士団大使）。
行政マネージメントの欠如、生産構造の悪さ、物資の欠乏は労働者のモラルを低下させ、働き盛り年代である640,000人が1981年-1989年の間に難民となり他国へ移民した。共産主義政権からの膨大な借金と経済危機がますます深刻化、政治を不安定化させた。西側諸国の機関は、既に破産しているポーランド政府には貸付を延長しなかった、ヤルゼルスキの下、借金は1980年までの230億ドルが400億ドルになった。
ポーランド政府は、西側諸国や日本などの先進国に食糧や経済・技術支援を強く要請し国民の飢餓を逃れた。

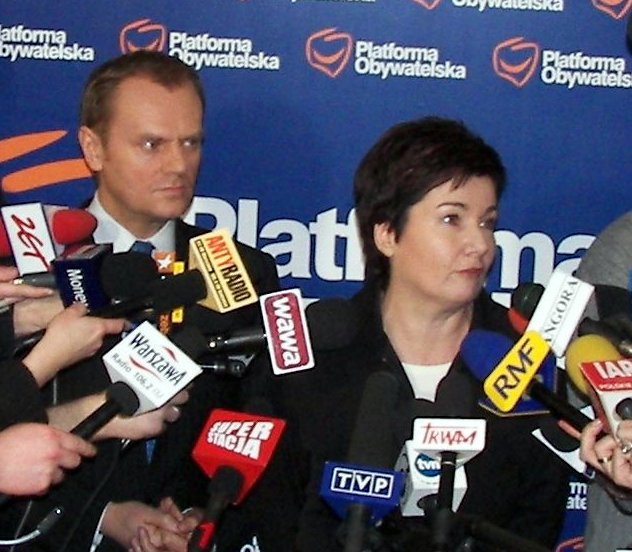
首相のドナルド・トゥスクとワルシャワ市長（元ポーランド国立銀行総裁）のハンナ・グロンキェヴィチ＝ヴァルツ

1997年選挙では「連帯」を中心とする連帯選挙行動が勝利し、非共産党系連立政権が成立したが、改革に伴う腐敗から人気を失い、2001年の総選挙では左翼民主連合・労働同盟連合が勝利して再び左派政権が誕生した。2005年の総選挙・大統領選挙では左翼陣営が敗れて再び政権交代が起こり、国会では旧「連帯」系の流れを汲む右派の「法と正義」の少数単独内閣が誕生、大統領職にも同党のレフ・カチンスキが当選を果たした。このように政権交代が相次ぐ一方で経済の発展と政治的な中央ヨーロッパへの復帰は順調に進んでおり、1999年には北大西洋条約機構（NATO）に、2004年には欧州連合（EU）に加盟した。

ヤロスワフ・カチンスキ率いる連立政権は政治路線を巡って中々足並みが揃わず、政権運営が難航するとともに、国際社会においても欧州連合やロシアと軋轢を起こした。その後、連立政党「自衛」の党首アンジェイ・レッペルの収賄疑惑がカチンスキ首相に伝えられると、首相は政権維持を惜しまず2007年9月7日に議会を解散する。

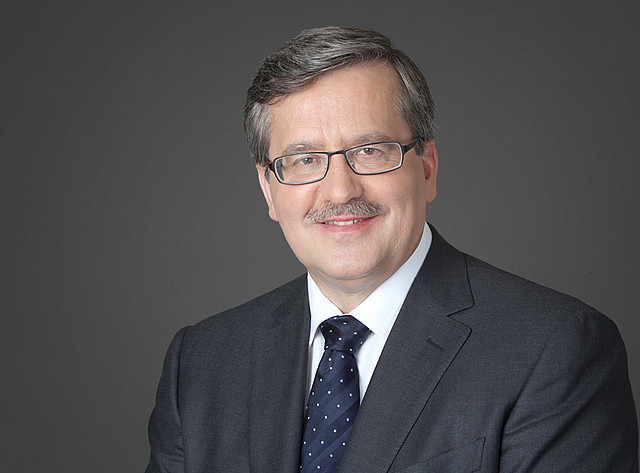
ブロニスワフ・コモロフスキ第三共和政第5代大統領

この選挙の結果、ポーランド議会（セイム）の会派は議席の多い順に、
1. 都市型中道右派政党の「市民プラットフォーム」（209議席）
2. キリスト教民主主義の保守主義政党の「法と正義」（166）
3. 中道左派と中道の政党連合「左翼と民主」（53）
4. 農村型中道右派政党の「ポーランド農民党」（31）
5. ドイツ民族政党の「ドイツ少数民族」（1）

と、整理された。

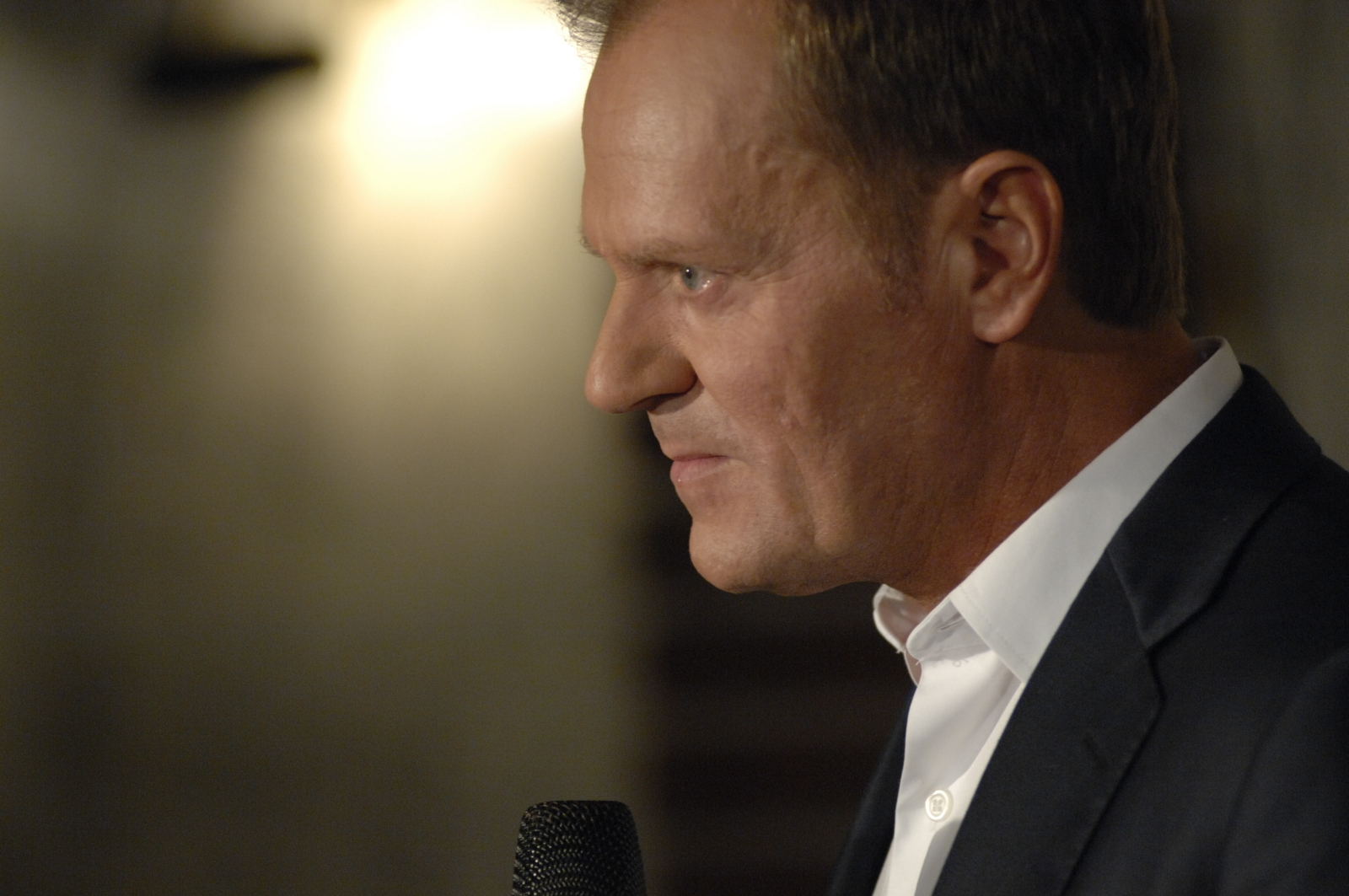
ドナルド・トゥスク首相

最大政党の「市民プラットフォーム」の議席は過半数（231議席）に満たなかったため、中規模専業農家の支持する農村型中道右派政党「ポーランド農民党」と連立政権を発足。首相に「市民プラットフォーム」の若い党首ドナルド・トゥスクが就任した。トゥスクは中道右派として中小企業保護政策などを打ち出す一方、対外的には宥和政策を採り、長年遺恨のあるドイツやロシアとも一定の歩み寄りも見せた。
2009年9月1日には、二次大戦勃発70周年式典が開かれ、ポーランドからはトゥスク首相が出席した。同じ2009年11月27日には、「法と正義」のヤロスワフ・カチンスキ党首が提案した、「鎌と槌」や「赤い星」など共産主義のマークを禁止する法律が可決された。しかしこれは公的機関における使用禁止措置であり、民間では制限されておらず、自由に使うことができる。たとえば観光都市クラクフでは共産主義的な雰囲気の残っているところを観光客が楽しむための旅行会社さえあり、共産主義のマークを問題なく使用している。
2010年4月、カティンの森事件の追悼行事に参加するため、レフ・カチンスキ大統領ら閣僚一行を乗せた政府専用機が墜落する事故が発生した（ポーランド空軍Tu-154墜落事故）。この事故により大統領夫妻を始め、乗客は全員死亡した。事故により、秋に予定されていた大統領選挙が繰り上げられ、6月代行のブロニスワフ・コモロフスキが正式に大統領に就任した。
下院の任期満了に伴い2011年10月に行われた総選挙では与党の市民プラットフォームが勝利、ポーランド国民党との連立政権を維持し、引き続き第2次ドナルド・トゥスク内閣が発足した。国民からの信任を受けたトゥスク首相は長期政権を担うこととなり、1989年の民主化以来初めて、2期目の任期を務める首相となった。
12月1日に、民主化以来初の首相再選も果たしたトゥスクがEU大統領に就任し、首相は辞任することとなった。
2015年の選挙ではPiSが勝利して政権を奪還すると、憲法違反の疑いのある法律を次々に制定し、違憲審査権を行使する憲法法廷（憲法裁判所）の掌握を進めた。これに対し、欧州委員会はEU司法裁判所に提訴。裁判所は加盟国ポーランドに対し、1日100万ユーロ（約1億3000万円）を欧州委員会へ支払うことを命じた。さらに、2021年10月7日、ポーランドの憲法裁はEU基本条約のうち、司法制度などに関する一部条項が自国憲法と「相いれない」と判断。EU法で国家主権が制約され、憲法が国内最高法として扱われない状況も違憲だと認定した。フォンデアライエン欧州委員長は「EUの法秩序の一体性に対する真っ向からの挑戦だ」として資金提供停止を示唆し、ポーランドのマテウシュ・モラヴィエツキ首相は「脅しだ」と反発した。2022年より、加盟国による法の支配の原則に対する違反が認められる場合に、当該加盟国へのEU予算執行の一時停止などの措置をとることができる規則が制定され、EU司法裁判所も認めた。
一方、2022年にロシアによるウクライナ侵攻が起き、ポーランドが反露を前面に出すと、欧米の指導者はポーランドの独裁政権を称賛し、強力に支援し始める矛盾を見せた。
同年11月16日、ポーランドにロシア製のミサイルが着弾し、市民二人が死亡した。ミサイルによる被害はNATOの歴史、加盟国にとって初の事例となった。